# Peter Forsberg
Vous lisez un « article de qualité » labellisé en 2010.
Pour les articles homonymes, voir Forsberg.
Temple de la renommée : 2014
Temple de la renommée de l'IIHF : 2013
Temple de la renommée du hockey suédois : 2013
Peter Mattias Forsberg (né le 20 juillet 1973 à Örnsköldsvik en Suède) est un joueur de hockey sur glace professionnel suédois. Surnommé Foppa, il évolue au poste de centre. Il est le fils de Kent Forsberg, entraîneur de hockey sur glace, et débute dans le hockey professionnellement en 1990 en jouant pour l'équipe locale du MODO Hockey dans le championnat suédois élite de hockey, l'Elitserien. Il rejoint quelque temps plus tard l'Amérique du Nord et la Ligue nationale de hockey où il remporte la Coupe Stanley, un des trophées les plus prestigieux du hockey sur glace, à deux reprises avec l'Avalanche du Colorado. Début 2008, il retourne jouer dans son pays pour son club formateur où il évolue toujours.
Il est l'un des composants essentiels de l'équipe nationale, qui a remporté deux championnats du monde en 1992 et 1998 mais également deux éditions du tournoi olympique en 1994 et 2006. Il est l'un des rares joueurs à avoir remporté à la fois la Coupe Stanley, le championnat du monde et au moins une médaille d'or aux Jeux olympiques, ce qui fait de lui un membre du Club Triple Or – en français, le club du triple or. Vingt-quatre joueurs, dont neuf Suédois, font partie de ce club, mais il est le seul Suédois à avoir remporté les trois trophées à deux reprises.

## Biographie

### Ses débuts en Suède

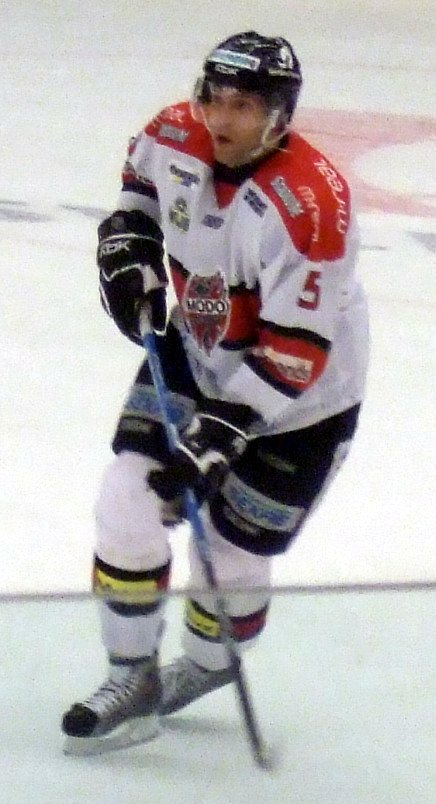
Forsberg et Hans Jonsson remportent le titre de champions de Suède des moins de 18 ans en 1991.

Kent Forsberg donne sa première crosse à son fils à l'âge de quatre ans et lui apprend les bases du hockey. Peter fait ses études au sein de l'école Domsjö Skolområde puis fait ses débuts en 1989 avec l'équipe junior du MODO Hockey, le club de sa ville natale Örnsköldsvik. Durant la saison, il commence avec l'équipe senior pensionnaire de l'élite suédoise, l'Elitserien. Il ne joue finalement qu'un seul match dans la saison et inscrit un point en réalisant une passe décisive. Il passe le reste de l'année avec l'équipe des joueurs de moins de 18 ans et remporte la compétition correspondante, TV-Pucken.
En 1990-1991, il inscrit cent-deux points en trente-neuf matchs avec l'équipe junior et dix-sept en vingt-trois rencontres avec l'équipe senior. Celle-ci termine septième de la première phase et dernière de la seconde. À titre individuel, Forsberg se voit voler la vedette de sa première année en élite par Tommy Söderström, gardien du Djurgårdens IF, qui est élu meilleur espoir de la saison. Avec l'équipe des moins de 18 ans, il remporte le titre de champion de Suède en battant Djurgårdens 6-3 en finale. Il évolue alors aux côtés de Fredrik Bergqvist, Hans Jonsson, Magnus Wernblom, Andreas Salomonsson ou encore Markus Näslund.
En avril 1991, il est sélectionné en équipe de Suède et joue le championnat d'Europe junior, championnat réservé aux joueurs de moins de 18 ans. Il inscrit dix-sept points en six rencontres et est sacré meilleur passeur et pointeur du tournoi même si son équipe ne finit qu'à la quatrième place du championnat,.
Au cours de l'été qui suit, il participe au repêchage d'entrée dans la Ligue nationale de hockey et est choisi en première ronde par les Flyers de Philadelphie. Il est le sixième joueur choisi après Eric Lindros et est le premier choix des Flyers. Ce choix est une surprise pour la majorité des observateurs, Forsberg étant supposé être sélectionné plus tard dans le repêchage. The Hockey News le classe alors à la vingt-cinquième position et le décrit comme un « solide second choix qui pourrait être promu dans le premier ».
Lindros, quant à lui, est la principale attraction du repêchage et est choisi en première position par les Nordiques de Québec. Avant le repêchage, il avait clairement annoncé son refus de jouer pour les Nordiques et s'y tient jusqu'à être échangé un an plus tard aux Flyers. Il est échangé en retour de Forsberg, de Steve Duchesne, de Kerry Huffman, de Mike Ricci, de Ron Hextall, du premier choix des Flyers au repêchage de 1993 – choix qui s'avérera être Jocelyn Thibault – ainsi que contre 15 000 000 $ et des considérations futures – considérations qui seront finalement Chris Simon et le premier choix des Flyers au repêchage de 1994, Nolan Baumgartner. Au cours du même repêchage, Näslund est choisi en dix-huitième position par les Penguins de Pittsburgh.
Pendant ce temps, Peter Forsberg reste loin de ces préoccupations et commence une nouvelle saison sous les couleurs du MODO, cette fois jouant toute la saison en équipe senior sous la direction de son père, jusque-là entraîneur de l'équipe junior,. La saison régulière d'Elitserien se découpe en deux parties avant de céder la place aux séries éliminatoires. L'équipe du MODO se qualifie de justesse en prenant la dernière des dix places qualificatives pour la deuxième partie de la saison. Mais au cours de la seconde phase, Forsberg et ses coéquipiers terminent une nouvelle fois à la dixième place. Huit équipes seulement étant qualifiées pour les séries, cette dixième place est synonyme de la fin de la saison. Forsberg est tout de même mis en avant en étant désigné par les journalistes dans l'équipe type de la saison.

### Premiers titres internationaux et nationaux

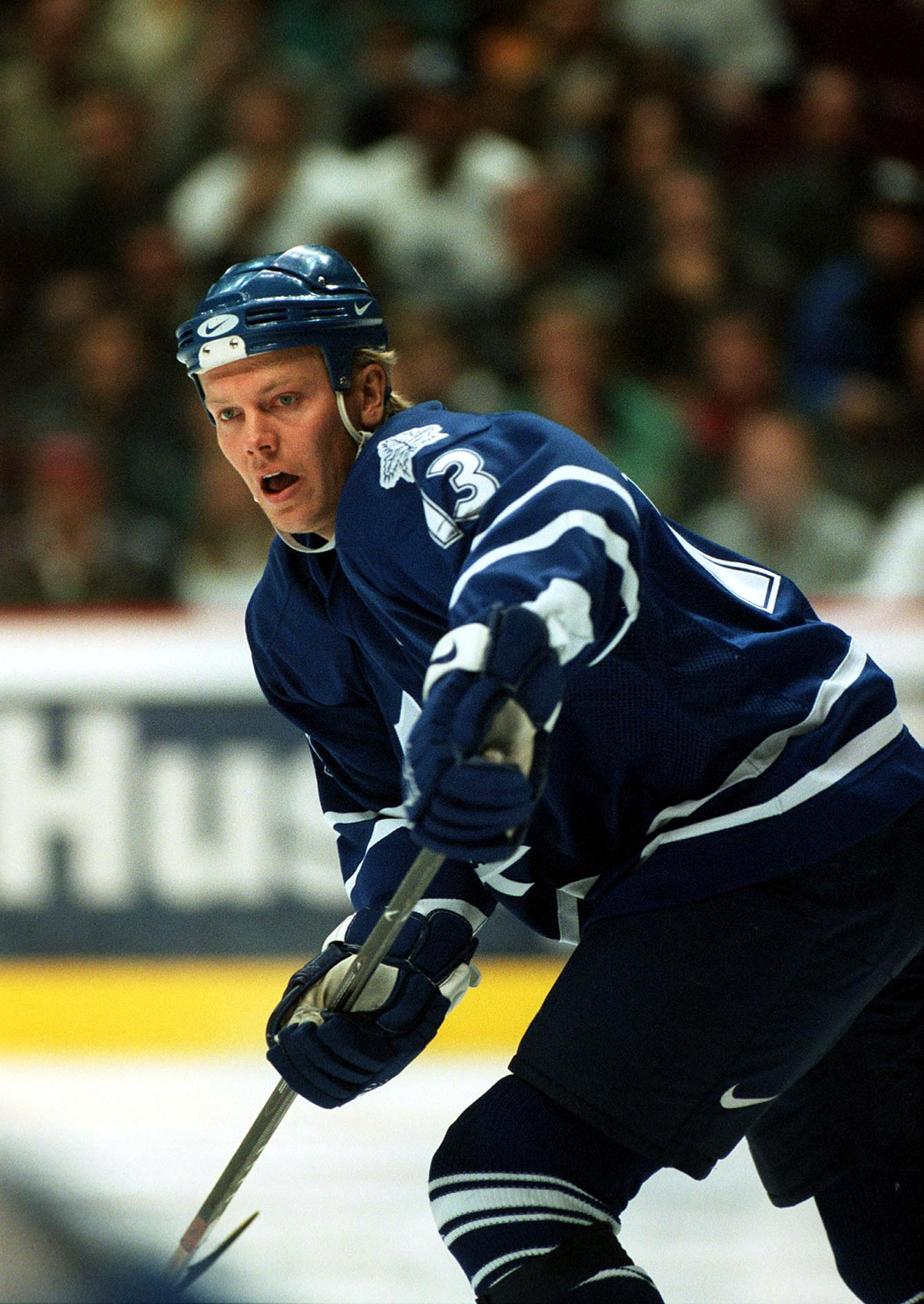
Mats Sundin et Forsberg sont sacrés champions du monde 1992 avec la Suède.

Au cours de la saison 1991-1992, Forsberg est appelé pour jouer le championnat du monde junior entre fin décembre 1991 et début janvier 1992, championnat qui se joue à Füssen en Allemagne. La formule utilisée est celle du round-robin et l'équipe junior de Suède finit à la deuxième place derrière l'équipe d'URSS. Le match décisif entre les deux équipes a lieu le 27 décembre et la Suède concède la victoire trois buts à quatre, le dernier but étant inscrit par les Soviétiques à la suite d'un engagement perdu par Forsberg. Avec onze points, il termine deuxième meilleur pointeur du tournoi derrière son coéquipier, Michael Nylander.
En fin de saison, Forsberg est une nouvelle fois sélectionné en équipe nationale mais cette fois avec l'équipe senior pour jouer le championnat du monde 1992 de Prague et Bratislava en Tchécoslovaquie. Lors de la première phase, l'équipe termine à la quatrième place de sa poule ne remportant qu'un match contre la Pologne puis deux matchs nuls dont un contre l'Italie. En quarts de finale, l'équipe est opposée aux Russes et le Tre kronor passe le tour grâce à un doublé de Roger Hansson et un blanchissage de Söderström. Les Suédois battent 4-1 une surprenante équipe de Suisse en demi-finale, équipe qui a éliminé l'Allemagne au tour précédent. En finale, l'équipe de Forsberg retrouve les premiers de son groupe lors de la première phase : la Finlande. En poule la Finlande l'avait emporté 3-1 mais en finale, la donne change et les Suédois remportent un deuxième titre consécutif malgré un profond remaniement de l'équipe : pas moins de seize nouveaux joueurs arrivent dans l'effectif – dont Forsberg – entre le championnat du monde et les Jeux olympiques du début de l'année qui se sont soldés par une cinquième place.
Lors de la saison suivante, il joue deux matchs avec l'équipe junior du MODO mais passe le plus clair de son temps en élite, totalisant quarante-sept points, soit le deuxième meilleur total de la saison derrière Håkan Loob joueur du Färjestads BK. L'équipe échoue en quarts de finale contre l'équipe des Malmö Redhawks mais le jeune Forsberg – il a encore moins de vingt ans – est mis en avant par deux trophées. Il reçoit ainsi le Guldpucken, en français le palet d'or, du meilleur joueur suédois de la saison. Il reçoit également le Guldhjälmen, le Casque d'or, du meilleur joueur de l'Elitserien. Il est également dans l'équipe type des journalistes.
Il participe cette année aux deux championnats du monde : le championnat junior joué en Suède et le championnat senior disputé en Allemagne. Lors du championnat junior, Forsberg joue sur la même ligne qu'en club, avec Niklas Sundström et Markus Näslund, mais ils perdent contre les Canadiens 5-4, leur unique défaite du tournoi. Ces derniers connaissent également une défaite mais sont tout de même sacrés champions au goal average particulier entre les deux nations. Forsberg est le meilleur pointeur du tournoi avec un total de trente-et-un points, sept de plus que Näslund mais surtout le plus haut total de points jamais inscrit par un joueur au cours de l'histoire de la compétition. Il décroche également le record en mondial junior du plus grand nombre de points en un match avec ses dix points inscrits lors de la victoire 20-1 sur le Japon. Il est ainsi élu meilleur attaquant du tournoi et sélectionné dans l'équipe type.
Lors du championnat du monde senior, l'équipe de Suède termine également à la deuxième place du classement après une défaite en finale 3-1 contre les Russes avec seulement deux points inscrits par Peter Forsberg lors du tournoi.

### Dernière saison complète en Suède

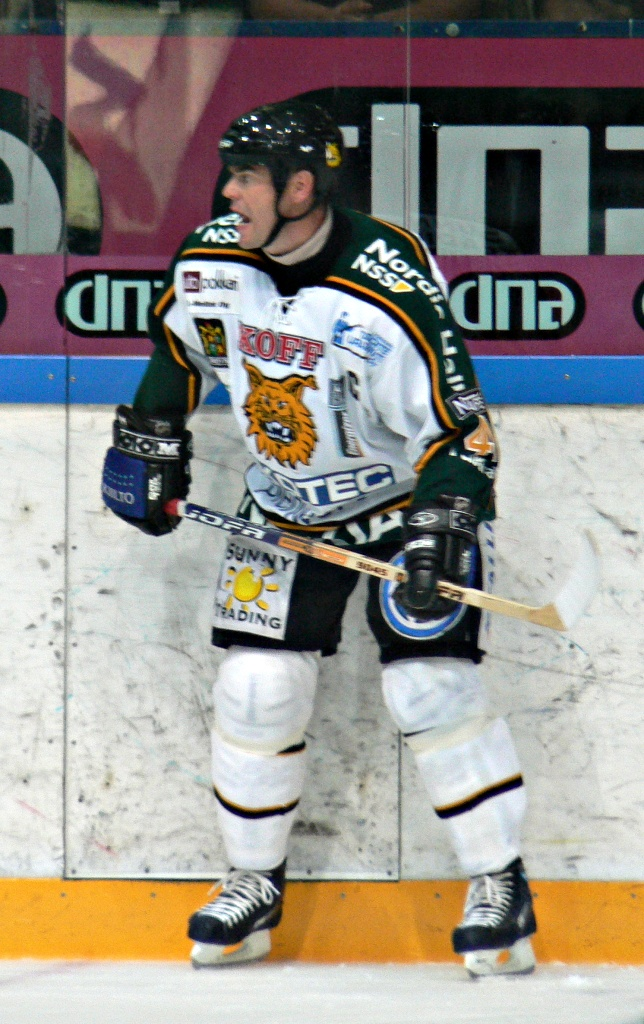
Raimo Helminen, joueur de Malmö IF et meilleur pointeur 1993-1994 de l'Elitserien (ici en photographie avec le maillot d'Ilves).

Lors de la saison 1993-1994 en championnat national, Forsberg remporte une nouvelle fois le Guldpucken et le Guldhjälmen alors que son équipe termine à la dixième et dernière place qualificative de la première phase. Lors de la deuxième phase, les joueurs du MODO finissent huitièmes et décrochent, encore une fois, la dernière place qualificative des séries. Cette dernière place est acquise lors du dernier match de la saison en faisant match nul contre HV 71. Avec quarante-quatre points, Forsberg est le meilleur pointeur de son équipe, le quatrième de l'Elitserien alors que le meilleur réalisateur est le joueur finlandais de Malmö Raimo Helminen, auteur de dix points de plus.
Au cours de la saison, Forsberg est appelé pour représenter son pays à Lillehammer en Norvège lors des Jeux olympiques 1994. L'équipe suédoise et l'ensemble du hockey sur glace mondial sont surpris lors de la phase de poule par le jeu de la nouvelle équipe de Slovaquie. Cette dernière, menée par les frères Anton et Peter Šťastný, finit à la première place de la poule, devant les Canadiens et les Suédois. Les Allemands sont écartés 3-0 par la Suède grâce à un blanchissage de Tommy Salo puis c'est le tour des Russes de perdre 4-3 contre l'équipe de Forsberg. Les joueurs du Tre kronor retrouvent le Canada en finale, ces derniers ayant remporté la confrontation de la première phase 3-2. Les deux équipes se neutralisent deux buts partout dans le temps réglementaire puis dans la prolongation et une phase de tirs de fusillade est alors nécessaire pour sacrer le champion olympique. Petr Nedvěd et Paul Kariya répondent à Magnus Svensson et à Forsberg pour porter le score à 2-2 au cours de la première phase de cinq tirs. Svensson et Nedvěd manquent leur deuxième tentative mais Peter Forsberg trompe Corey Hirsch pour permettre à son équipe de mener 3-2. Salo offre le titre à son équipe en arrêtant le tir de Kariya. L'image de Forsberg inscrivant le but de la victoire est par la suite imprimé sur des timbres, il est le premier joueur de hockey suédois connaître cet honneur.
En Suède et de retour en championnat, Forsberg et le MODO battent au premier tour des séries 1994 l'équipe de Leksands IF, première de la saison régulière. Au tour suivant, MODO élimine Djurgården et retrouve Malmö en finale, la première depuis 1979 pour le club d'Örnsköldsvik. Dans une série au meilleur des cinq matchs et après une victoire 6-3 lors du premier match, il inscrit le but victorieux en prolongation au deuxième match pour placer son équipe à une victoire du titre. Ce but arrive après plus quatre-vingt-seize minutes de temps de jeu effectif. Finalement, Malmö se reprend et remporte les deux matchs suivants 7-1 et 3-1 alors que Forsberg est diminué, souffrant de la grippe. Le match décisif a lieu sur la glace des Redhawks et le MODO s'incline 3-1.
Forsberg est alors considéré comme le meilleur joueur du monde évoluant en dehors de la Ligue nationale de hockey et il décide de quitter sa ville natale et son club de toujours pour rejoindre l'Amérique du Nord et l'équipe des Nordiques de Québec. Il a déjà signé un contrat de quatre ans avec les Nordiques en octobre 1993 pour 6,5 millions de dollars, dont 4,275 millions à la signature,.

### Dans la Ligue nationale de hockey

#### Première saison avec les Nordiques

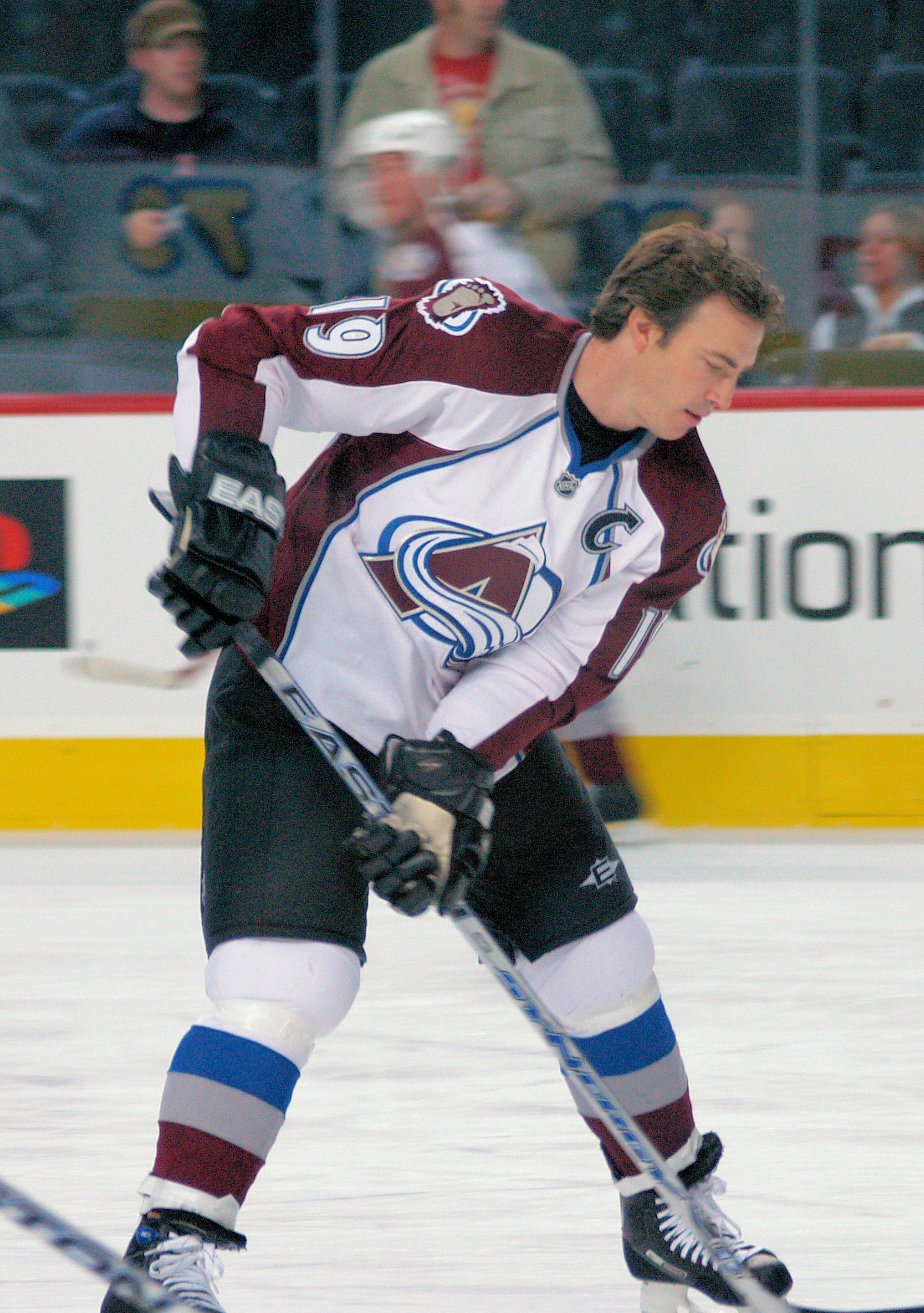
À partir de 1994-1995, Forsberg joue aux côtés de Joe Sakic.

Du fait d'un lock-out, le début de la saison 1994-1995 de la LNH est retardé et Forsberg retourne à MODO jouer onze matchs avant de rentrer en Amérique du Nord. Au cours de ces onze rencontres, il inscrit quatorze points. Finalement, la saison de la LNH débute en janvier et il y joue son premier match contre l'équipe qui l'a repêché : les Flyers, le 21 janvier 1995. Il inscrit ce soir-là son premier point dans la LNH sur une passe décisive. Deux jours plus tard, il marque son premier but contre les Sabres de Buffalo. Durant la saison écourtée de quarante-huit parties, Forsberg fait rapidement ses preuves avec une récolte de cinquante points. Il est le deuxième meilleur réalisateur de l'équipe, douze points derrière Joe Sakic mais également le rookie avec le plus grand nombre de points.
Entraînés par Marc Crawford, les « Fleurdelisés » remportent la conférence Est au terme de la saison régulière en finissant quatre points devant les Penguins de Pittsburgh. En tant que premiers de la conférence, les Nordiques ont l'avantage de jouer le premier tour des séries éliminatoires contre les derniers qualifiés de la conférence : les Rangers de New York menés par Mark Messier et Brian Leetch. Les Nordiques emportent la première rencontre avec un tour du chapeau de Sakic pour une victoire cinq à quatre mais les Rangers se reprennent lors du match suivant en remportant la rencontre 8-3. Québec et Forsberg s'inclinent finalement 4-2 dès ce premier tour. À titre personnel, il inscrit six points en six rencontres et sa première saison dans la LNH est saluée par le trophée Calder du meilleur rookie de la saison en devançant Jim Carey, gardien des Capitals de Washington. Crawford, quant à lui, remporte le trophée Jack-Adams du meilleur entraîneur.

#### 1995-1996, la première Coupe Stanley

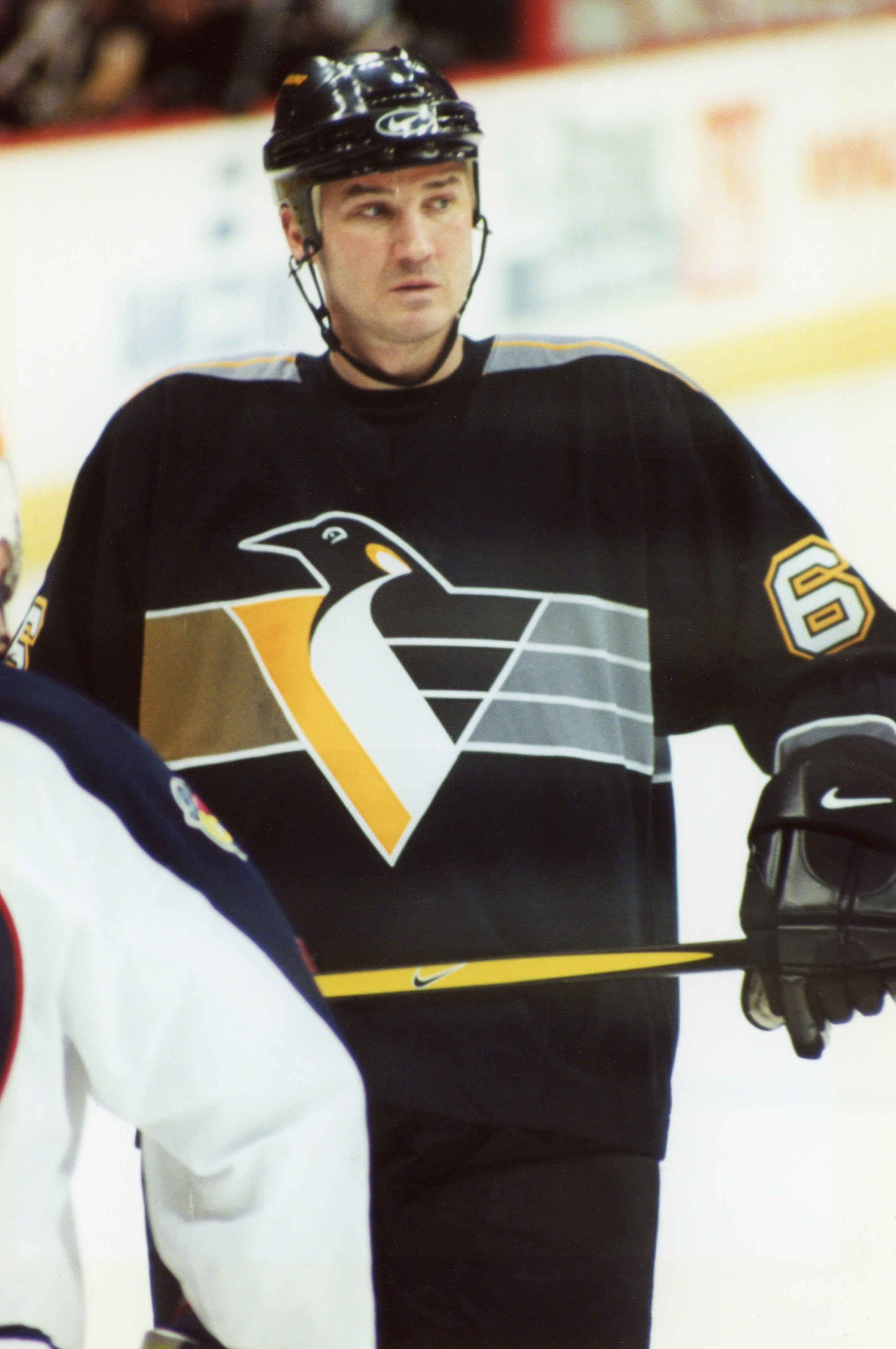
Mario Lemieux, meilleur pointeur 1995-1996 avec les Penguins de Pittsburgh.

En 1995, les Nordiques déménagent à Denver pour devenir l'Avalanche du Colorado. En plus d'un effectif déjà performant, la nouvelle équipe compte une arrivée importante au cours du mois de décembre avec une transaction qui amène le gardien des Canadiens de Montréal : Patrick Roy.
Forsberg joue tous les matchs de la saison – c'est l'unique fois de sa carrière – et avec cent-seize points dont trente buts, il est le deuxième pointeur de l'équipe, encore une fois derrière Sakic, et le cinquième de la ligue derrière Mario Lemieux, Jaromír Jágr, Sakic et Ron Francis avec respectivement 161, 149, 120 et 119 points. Les cinq premiers pointeurs de la ligue appartiennent à deux équipes : l'Avalanche pour Sakic et Forsberg et les Penguins de Pittsburgh pour les trois autres joueurs. Le Suédois joue sur une ligne composée de Valeri Kamenski et Claude Lemieux, qui reçoit le surnom de United Nations Line. À eux trois, ils totalisent 286 points alors que Forsberg inscrit plus du double de points par rapport à la saison précédente. En cours de saison, il est sélectionné pour jouer le 46e Match des étoiles de la LNH.

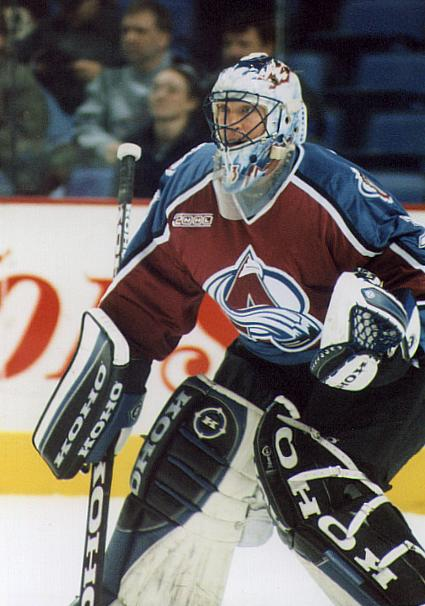
Patrick Roy, nouveau portier de l'Avalanche et champion de la Coupe Stanley avec Forsberg en 1995-1996.

L'Avalanche remporte la division pacifique mais se classe deuxième derrière les Red Wings de Détroit dans la conférence de l'Ouest. En séries éliminatoires, l'équipe rencontre au premier tour les Canucks de Vancouver de Aleksandr Moguilny ou encore Trevor Linden mais également de Markus Näslund et de Hirsch. Lors du premier match, Forsberg inscrit un doublé puis y ajoute deux passes décisives pour la victoire 5-2 des siens. Les Canucks remportent le deuxième match avec un but d'écart malgré l'ouverture du score en début de match par Forsberg. Il ouvre une nouvelle fois la marque lors du troisième match, cette fois pour une victoire 4-0 des siens. Finalement, les Canucks sont écartés en six matchs, quatre rencontres à deux et l'Avalanche est opposée aux Blackhawks de Chicago au tour suivant. Chicago compte dans ses rangs Ed Belfour, Chris Chelios et Jeremy Roenick. Colorado remporte la série 4-2 alors que quatre des rencontres se décident en prolongation.
En finale de conférence, Forsberg et ses coéquipiers retrouvent les champions de la saison régulière, les Red Wings de Chris Osgood, Sergueï Fiodorov et Steve Yzerman. Lors du sixième match, Claude Lemieux réalise une mise en échec sur Kris Draper en arrivant dans son dos. Le visage de Draper s'écrase contre la rambarde et il quitte la rencontre sur une fracture de la mâchoire. Les joueurs de l'Avalanche remportent le match et la série alors que Lemieux n'écope que de cinq minutes de pénalités – finalement il reçoit une suspension pour deux matchs.
L'équipe accède à la finale et y affronte les Panthers de la Floride, tombeurs des champions de la conférence de l'Est de la saison régulière, les Flyers, puis de leurs dauphins, les Penguins. Les Floridiens, emmenés par Scott Mellanby, sont impuissants face à la franchise du Colorado. Après avoir gagné le premier match 3-1, le Colorado remporte également le deuxième match. Au cours de cette rencontre, Forsberg inscrit un triplé en une période devenant le sixième joueur de l'histoire à réaliser cette performance,. L'équipe remporte également le troisième match dans la patinoire des Panthers sur la marque de trois buts à deux, le but vainqueur étant inscrit par Sakic. Lors du quatrième match, l'Avalanche du Colorado et les Panthers de la Floride ne parviennent pas à inscrire le moindre but lors du temps réglementaire, Roy et John Vanbiesbrouck arrêtant 29 et 35 tirs chacun. Trois périodes sont nécessaires pour voir un vainqueur et le défenseur de l'Avalanche, Uwe Krupp, inscrire le seul but du match au bout de 104 minutes et 31 secondes de jeu. L'équipe remporte alors sa première Coupe Stanley en battant les Panthers en quatre matchs secs. Avec vingt-et-un points, Forbserg est une nouvelle fois le cinquième meilleur réalisateur des séries derrière Sakic, 34 points, Lemieux et Jágr, 27 et 23 points et enfin Kamenski qui compte un point de plus que son coéquipier. Il reçoit le Trophée viking en tant que meilleur joueur suédois dans la LNH, selon le vote des autres joueurs suédois de la LNH et emmène la Coupe Stanley pour la première fois de son histoire en Europe.
Avec cette Coupe Stanley, Peter Forsberg devient le sixième joueur de l'histoire à intégrer le Club Triple Or – en français, le club du triple or – des joueurs ayant remporté les Jeux olympiques, le championnat du monde et la Coupe Stanley. Les autres joueurs sont dans l'ordre d'entrée dans le « club » : Tomas Jonsson, Håkan Loob, Mats Näslund et les Russes Valeri Kamenski et Alekseï Goussarov.

#### 1996-1997, échecs en demi-finales

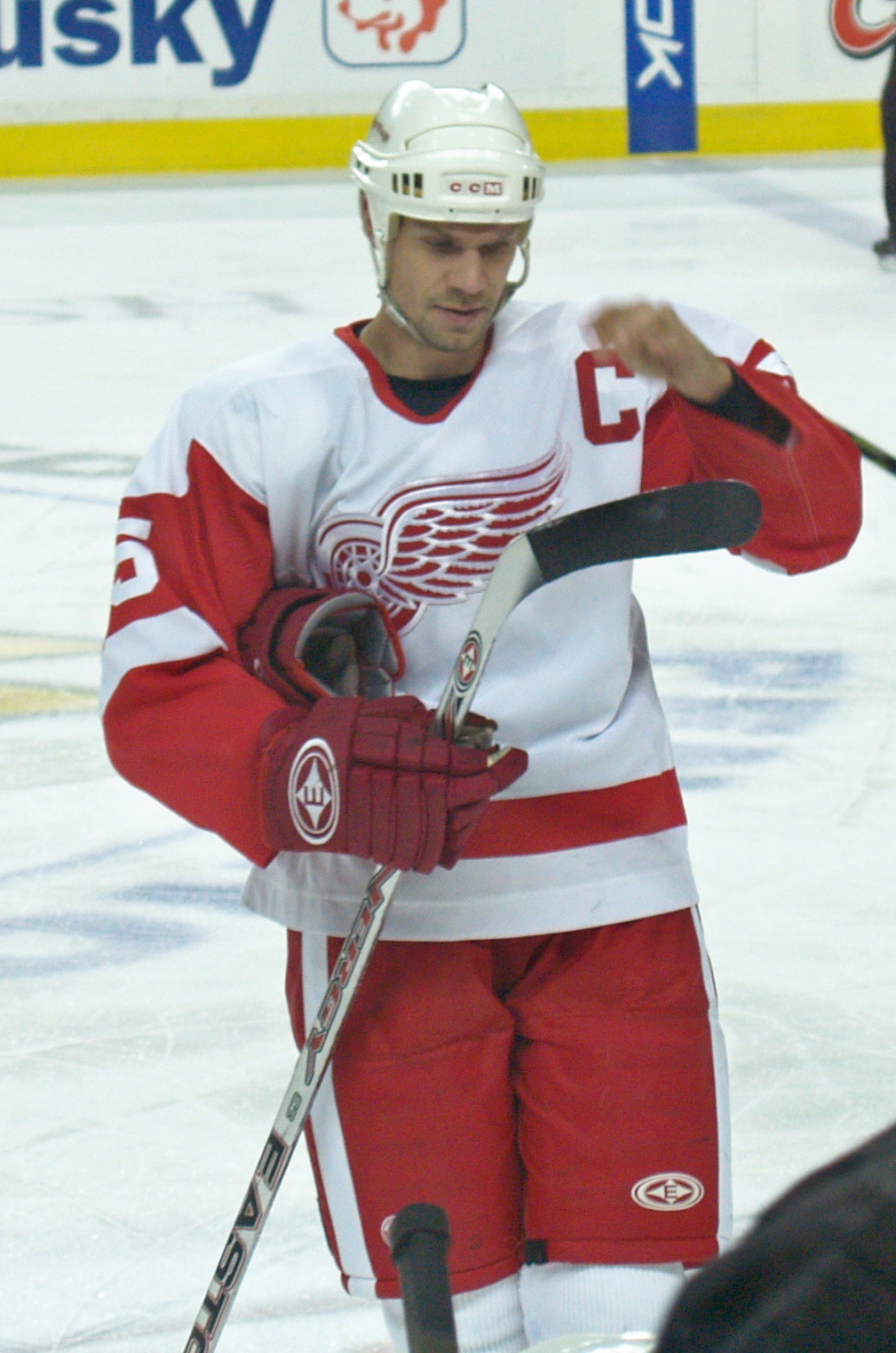
Nicklas Lidström, coéquipier en équipe nationale de Forsberg, mais adversaire des Red Wings de Détroit.

Avant le début de la saison 1996-1997 de la LNH, la LNH organise une nouvelle compétition internationale : la Coupe du monde. La Suède participe à cette première édition et met à la tête de la sélection le père de Peter, Kent Forsberg. Celui-ci décide de ne pas faire jouer Peter et Mats Sundin sur la même ligne, les quelques tentatives durant les matchs de préparation s'étant révélées infructueuses. Les résultats suivent puisque le Tre kronor remporte ses trois matchs dans la poule européenne et est qualifié directement pour les demi-finales. Cette qualification directe ne fait finalement pas les affaires de l'équipe suédoise puisqu'elle perd 3-2 en prolongations contre le Canada à la suite d'un but de Theoren Fleury au bout de plus de 90 minutes de jeu,.
L'Avalanche commence la saison LNH en tant que champion de la Coupe Stanley en titre et continue sur sa lancée. En effet, à la fin du calendrier de la saison régulière, ils comptent cent-sept points pour le plus haut total de la ligue, trois points devant les Stars de Dallas, et remportent le trophée des présidents attribué à la meilleure équipe de la saison régulière. Forsberg ne joue que soixante-cinq des quatre-vingt-deux matchs de la saison régulière, manquant les autres sur blessures, mais inscrit tout de même quatre-vingt-six points, le douzième plus haut total de la saison, quarante unités derrière Lemieux. Colorado remporte la première série éliminatoire 4-2 face aux Blackhawks de Chicago, puis les Oilers d'Edmonton sont éliminés en demi-finale de conférence 4-1. Lors du troisième mach disputé contre Edmonton, Forsberg sort sur blessure à la suite d'une mise en échec de Bryan Muir. Il manque les deux derniers matchs de la série mais est rétabli pour jouer la finale de conférence contre les Red Wings de Détroit.
La finale de conférence, demi-finale de la Coupe Stanley, oppose l'Avalanche aux Red Wings de Détroit. L'Avalanche remporte le premier match de la série mais laisse filer les trois suivants dont une défaite 6-0 lors de la quatrième rencontre. Pendant celle-ci, Forsberg se blesse une nouvelle fois et manque le cinquième match, au cours duquel les joueurs de Denver se vengent en inscrivant six buts à leur tour. Forsberg revient au jeu pour le sixième match de la série mais il ne peut rien faire pour empêcher les Red Wings de prendre leur revanche. Il inscrit tout de même un point sur le seul but de la soirée pour son équipe, but inscrit par Scott Young. Détroit remporte la Coupe Stanley quelques jours plus tard après avoir battu les Flyers et Lindros en quatre matchs.

#### 1997-1998, une saison contrastée

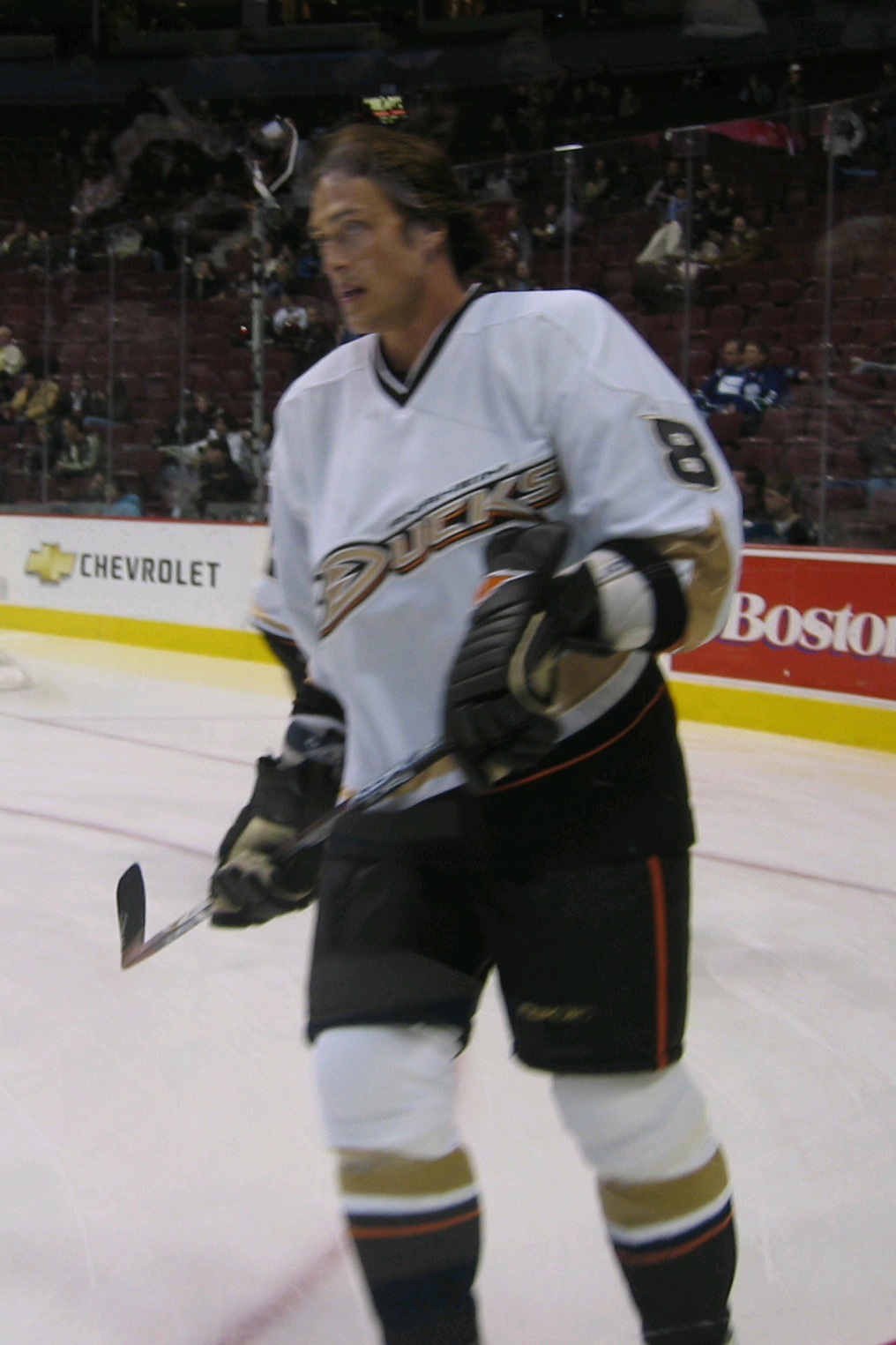
Teemu Selänne élimine les Suédois en quart de finale des Jeux olympiques (ici avec le maillot des Ducks d'Anaheim).

Au cours de l'intersaison, Forsberg signe une extension de contrat pour deux années lui rapportant quatre millions de dollars en 1997-1998 puis un million de plus en 1998-1999 alors que Sakic se voit offrir un contrat par les Rangers de New York – contrat qu'il refuse par la suite.
L'équipe 1997-1998 de l'Avalanche finit avec quatre-vingt-quinze points, soit à la première place de la division mais à la quatrième place de la conférence derrière les Stars, les Red Wings et les Blues de Saint-Louis. Forsberg termine la saison régulière à la deuxième place des meilleurs pointeurs derrière un autre joueur européen : Jaromír Jágr des Penguins de Pittsburgh. Forsberg est alors sélectionné dans la première équipe d'étoiles de la LNH. Pour la première fois de sa carrière, Forsberg est nommée assistant-capitaine de l'équipe en cours de saison.
En février 1998 ont lieu les Jeux olympiques à Nagano au Japon. Pour la première fois dans l'histoire du hockey, la LNH réalise une pause dans son calendrier pour permettre à « ses » joueurs d'y participer. C'est ainsi que dix joueurs en plus de l'entraîneur de l'équipe du Colorado prennent l'avion pour rejoindre l'Asie. Avant les Jeux, l'équipe pointe à la quatrième place de la LNH mais termine finalement septième au classement général.
Pour les Jeux, une première phase est jouée entre les « nations mineures », les six meilleures équipes au classement international – dont la Suède de Forsberg – n'entrant en jeu que pour la deuxième semaine. Les joueurs suédois finissent deuxièmes de leur groupe derrière le Canada et sont opposés en quarts de finale à la Finlande. C'est cette dernière qui se qualifie pour la suite du tournoi avec deux buts de Teemu Selänne. Forsberg termine le tournoi avec six points et doit se contenter de la cinquième place alors que Milan Hejduk, son futur coéquipier tchèque, remporte la médaille d'or. Lors de la reprise de la LNH, l'équipe perd de son unité et les résultats ne suivent plus. Les joueurs du Colorado sont tout de même qualifiés pour les séries de la Coupe Stanley mais ils sont éliminés dès la première ronde par les Oilers en sept matchs, dont le dernier remporté sur la marque de 4-0.
Cette élimination précoce dans les séries profite à la Suède puisque Forsberg rejoint son père et l'équipe nationale engagés dans le championnat du monde 1998 qui se joue en Suisse. La Suède termine invaincue à la première place de sa poule et se qualifie en compagnie des Suisses devant les Américains pour la suite de la compétition. Deux nouvelles poules sont établies et les Suédois terminent une nouvelle fois en tête, toujours sans défaite et cette fois devant les Finlandais et les Canadiens, ces derniers perdant la rencontre contre les Suédois sur la marque de 7-1. Les demi-finales et la finale se jouent en matchs aller-retour et Forsberg et ses coéquipiers sont opposés aux joueurs locaux. Deux victoires, 4-1 – dont deux buts de Forbserg – et 7-2, permettent aux Suédois de retrouver une nouvelle fois la finale du Championnat du monde. Ils sont opposés aux Finlandais qui les ont éliminés lors des Jeux olympiques. Les Suédois prennent leur revanche alors qu'un seul but est inscrit lors des deux matchs. Ce but vient lors de la première rencontre sur un lancer de Johan Tornberg. Peter et Kent fêtent alors un nouveau titre ensemble grâce à deux blanchissages en finale de Tommy Salo. Forsberg termine, avec onze points, meilleur réalisateur du tournoi mais également meilleur buteur avec six buts, meilleur attaquant et dans l'équipe type du tournoi. Il reçoit une nouvelle fois le Trophée viking du meilleur joueur suédois dans la LNH.

#### 1998-1999, les premières blessures sérieuses

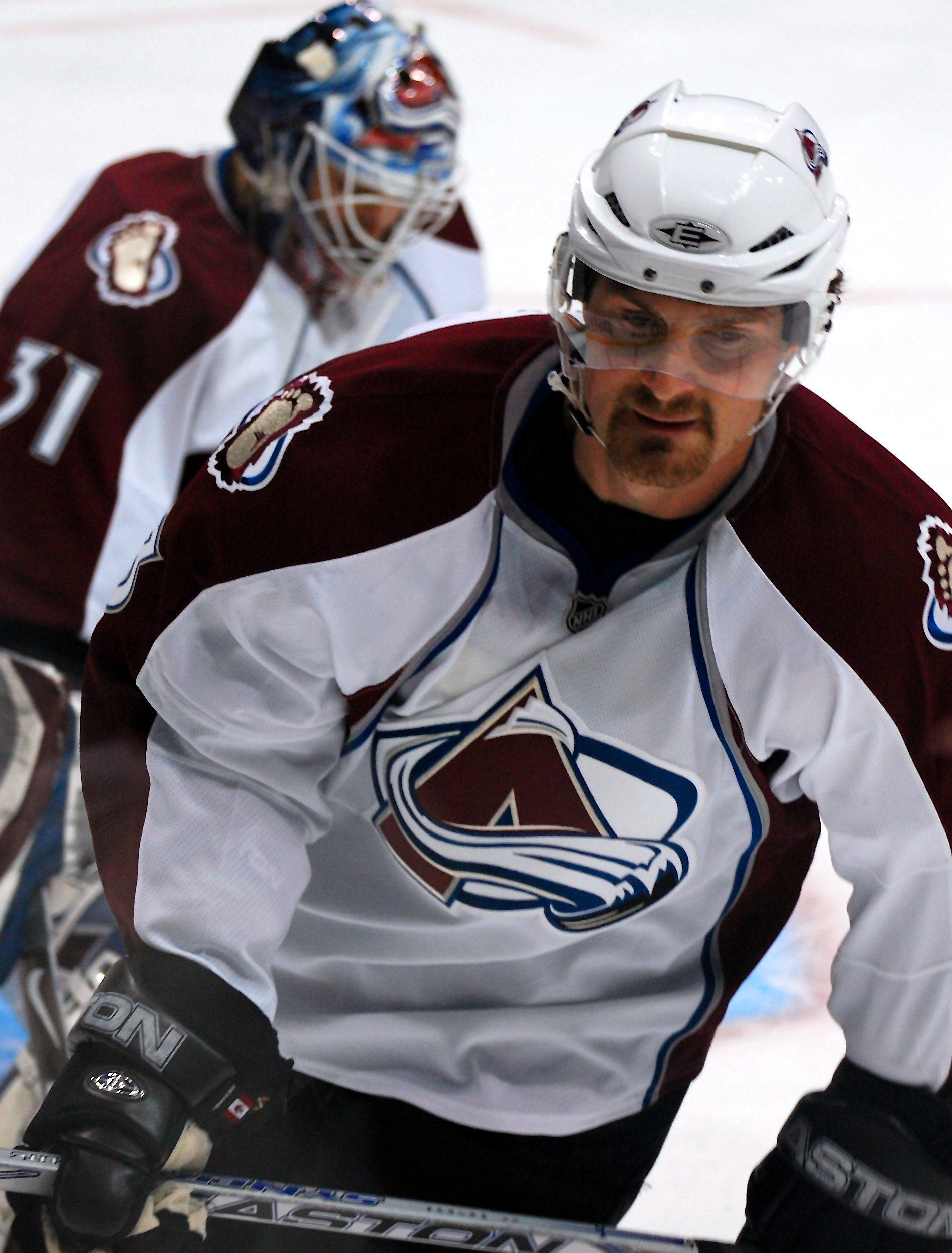
Milan Hejduk, arrive au sein de l'Avalanche en 1998.

La saison 1998-1999 voit l'arrivée du champion olympique Milan Hejduk au sein de l'équipe mais également le départ de l'entraîneur ; Crawford refuse une prolongation de deux saisons et est remplacé par Bob Hartley. Hejduk est alors associé au Suédois et à Sakic. L'équipe et Forsberg ont du mal à démarrer puisqu'il leur faut cinq matchs pour remporter une victoire et il faut au champion du monde dix matchs pour inscrire son premier but. Finalement les automatismes reviennent et l'équipe finit la saison avec quatre-vingt-dix-huit points, trois de plus que la saison précédente. Ils remportent la division Nord-Ouest, nouvellement créée pour accueillir les Predators de Nashville dans la conférence de l'Ouest. L'Avalanche est la deuxième meilleure équipe de cette dernière, encore une fois derrière les Stars. Peter Forsberg est le quatrième pointeur de la saison, toujours derrière Jágr alors que Wayne Gretzky, celui qui est considéré par beaucoup comme le meilleur joueur de tous les temps du hockey, prend cette année-là sa retraite.
Le 28 janvier 1999, Forsberg inscrit le quatre-centième point de sa carrière dans la LNH en réalisant une passe décisive lors d'une victoire 6-2 contre les Mighty Ducks d'Anaheim. Le 13 avril 1999, avant le début des séries, il signe une prolongation de contrat avec l'Avalanche pour trente millions de dollars et trois saisons.
Qualifiés pour les séries, les joueurs de l'Avalanche battent tour à tour les Sharks de San José puis les Red Wings, à chaque fois en six matchs, pour accéder à la finale de la conférence de l'Ouest contre les champions de la saison régulière, les Stars de Dallas. Ce sont ces derniers qui remportent la série au terme de sept matchs. Forsberg se blesse à l'épaule au cours de la saison et aggrave cette blessure lors de la série contre Dallas à la suite d'une mise en échec de Richard Matvichuk. Il est opéré courant juin et il est alors prévu qu'il manque entre quatre et six mois de compétition.
En attendant, Peter Forsberg est le meilleur joueur suédois dans la LNH et il reçoit son troisième Trophée viking. Il est également le meilleur buteur et pointeur des séries et est sélectionné pour une deuxième année consécutive dans l'équipe d'étoiles de la LNH.

#### 1999-2000, une saison écourtée
Forsberg revient au jeu courant décembre alors que l'équipe joue désormais à domicile dans le Pepsi Center. Il ne joue qu'une cinquantaine de matchs dans la saison régulière pour cinquante-et-un points. Raymond Bourque et Dave Andreychuk rejoignent la franchise du Colorado juste avant le début des séries alors que l'équipe termine en tête de sa division, troisième derrière les Blues et les Stars. Malheureusement pour l'équipe, Forsberg se blesse peu de temps avant la première ronde contre les Coyotes de Phoenix. Il revient au jeu lors du deuxième match et aide son équipe battre Phoenix 4-1 avant de faire subir le même sort à Détroit. Forsberg est un des artisans importants de ces victoires puisqu'il inscrit cinq buts lors des deux premières rondes dont quatre buts vainqueurs,. L'équipe de Denver retrouve en finale de conférence les Stars de Dallas, champions en titre de la Coupe, après avoir éliminé l'Avalanche à ce même stade de la compétition en 1999. L'histoire se répète puisque les sept matchs sont une nouvelle fois joués et une nouvelle fois, les Stars en sortent vainqueurs. Forsberg inscrit un total de quinze points.

#### 2000-2001, la seconde Coupe Stanley puis la blessure

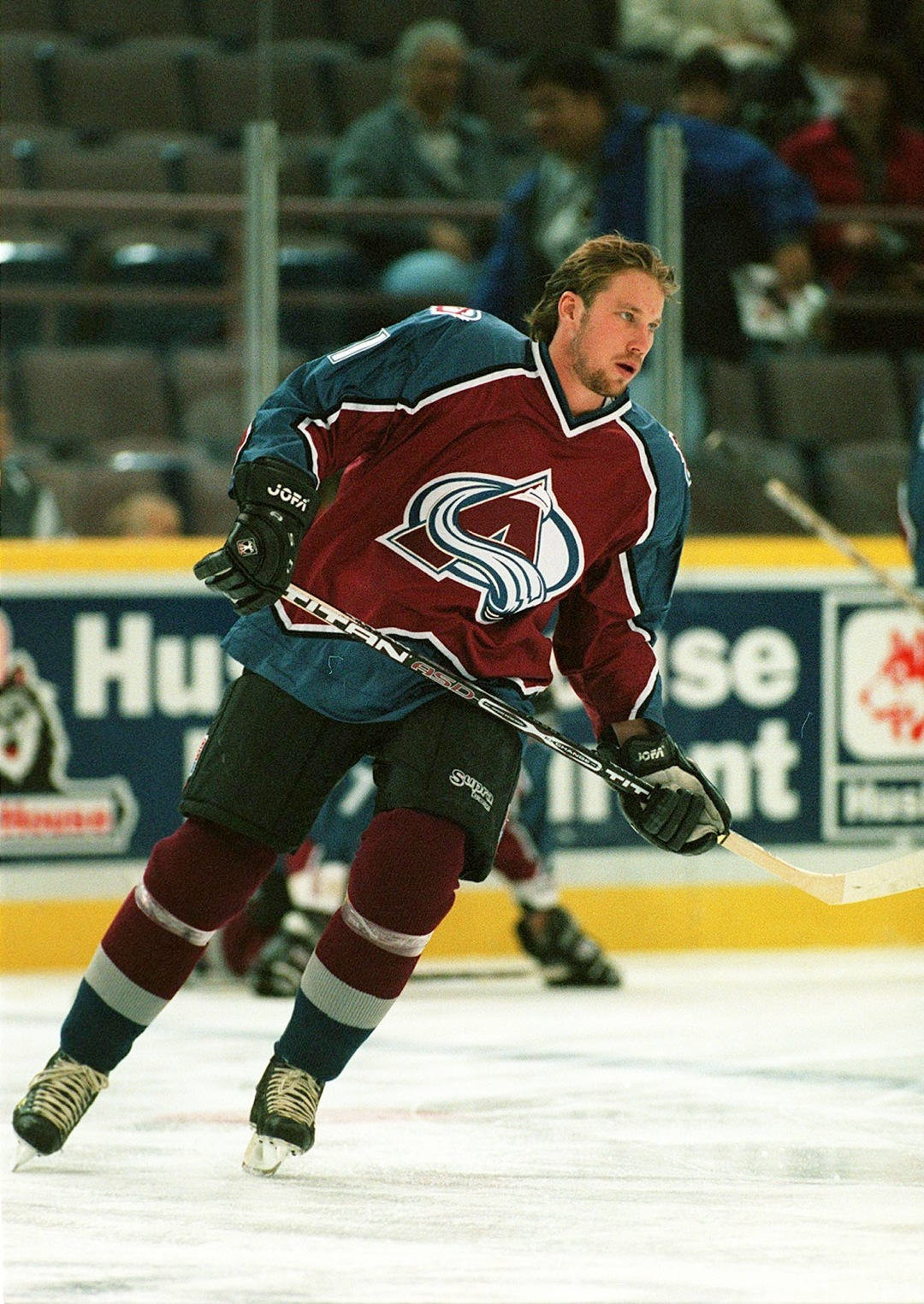
Forsberg sous les couleurs de l'Avalanche du Colorado.

Forsberg, Bourque et les autres joueurs de l'équipe du Colorado terminent la saison 2000-2001 à la première place de la ligue avec un total de 118 points. Au cours de la saison, le 51e Match des étoiles de la LNH se joue dans la patinoire de l'Avalanche et Forsberg est désigné capitaine de l'équipe de la sélection mondiale. Il inscrit un but et réalise deux passes décisives sans que cela empêche la sélection mondiale de perdre quatorze buts à douze. Forsberg joue la quasi-totalité de la saison, ne manquant que neuf matchs pour le deuxième total de l'équipe au niveau des points, toujours derrière son capitaine, Joe Sakic. Ce dernier est le deuxième pointeur de la ligue derrière Jaromír Jágr avec cent-dix-huit points contre trois de plus pour le joueur tchèque. De son côté, Forsberg, qui totalise quatre-vingt-neuf points, est le dixième pointeur de la saison.
L'équipe du Colorado remporte donc le trophée des présidents et joue son premier tour contre les Canucks de Vancouver. Ces derniers ne font pas le poids et sont éliminés en quatre matchs secs. Ils jouent au deuxième tour contre les Kings de Los Angeles et sept matchs sont nécessaires pour que l'Avalanche batte l'équipe des Kings. À ce stade de la compétition, Peter Forsberg a déjà inscrit onze points en autant de matchs mais il n'en marquera plus un seul. En effet, peu de temps après la victoire cinq buts à un, il ressent une douleur au ventre et est emmené à l'hôpital. Les docteurs décèlent alors un problème à la rate et il subit une opération de deux heures immédiatement. David Mellman, le docteur de l'équipe, annonce alors que la vedette suédoise doit manquer le reste des séries. Finalement, l'Avalanche remporte la deuxième Coupe Stanley de son histoire en se défaisant des Blues de Saint-Louis en cinq matchs puis des Devils du New Jersey en finale en sept matchs.

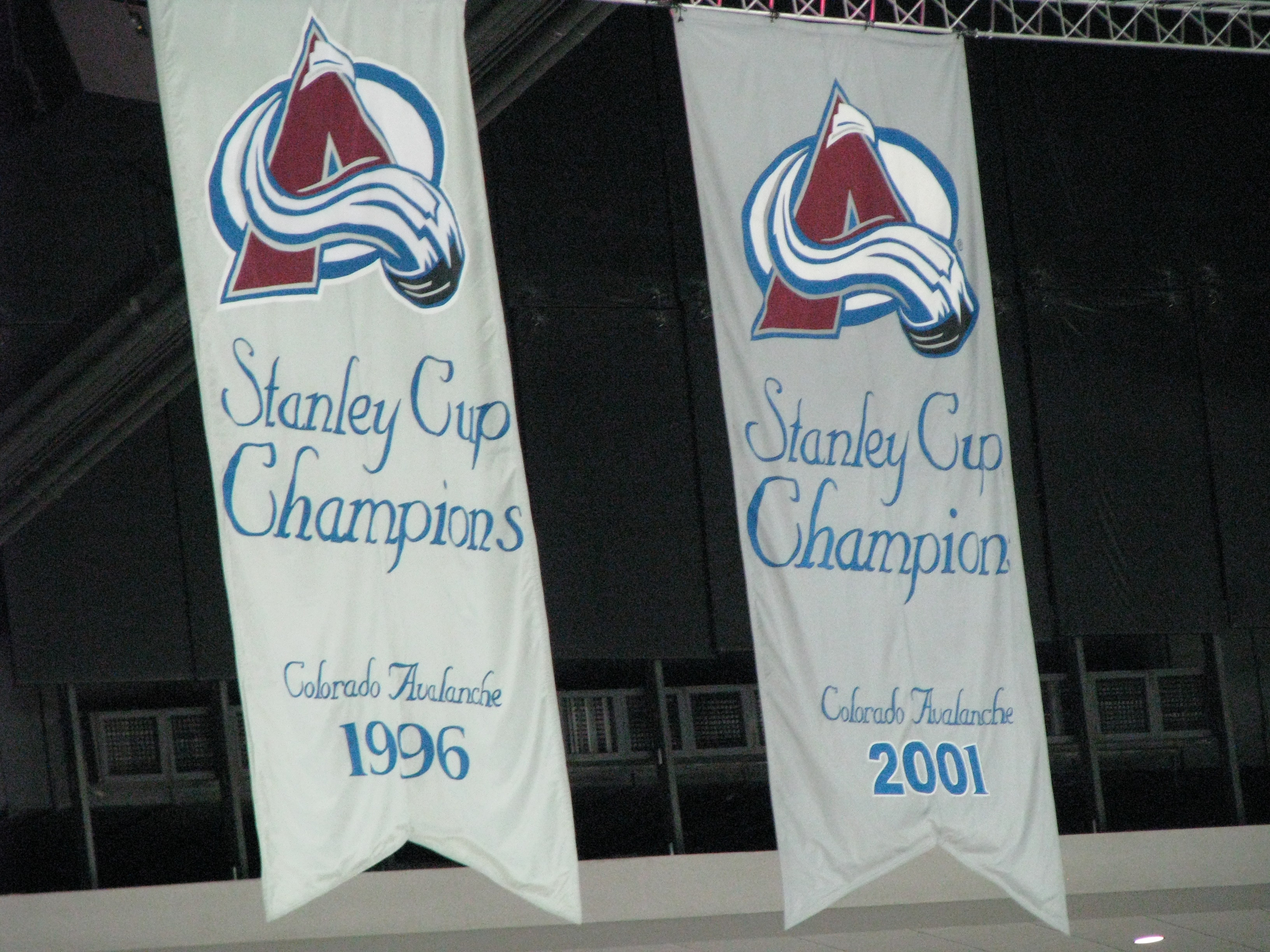
Les bannières accrochées dans la patinoire de l'Avalanche et célébrant les deux Coupes Stanley.

#### 2001-2002, saison complètement ratée puis retour en séries
Malgré les espérances des docteurs au lendemain de l'opération, Forsberg manque tout le début de la saison 2001-2002. Toujours absent du jeu, il signe une extension de contrat avec l'Avalanche le 16 janvier 2002. Il renoue finalement avec la compétition le 18 avril 2002 pour le premier match des séries contre les Kings. À cette occasion, il réalise deux passes décisives pour la victoire 5-4 de son équipe. L'équipe de Denver bat celle de Los Angeles en sept matchs et joue au tour suivant contre les Sharks de San José. San José et Denver se séparent également à l'issue des sept matchs. Forsberg est le héros lors des sixième et septième matchs de la série en inscrivant à chaque fois le but vainqueur pour son équipe. Lors du septième match, il marque le seul but de la rencontre alors que Roy arrête les vingt-six lancers de l'équipe adverse. Une nouvelle fois, l'Avalanche trouve sur son chemin les Red Wings. Après quatre rencontres, les deux équipes sont à égalité avec deux victoires chacune et Forsberg inscrit un but en prolongations pour la victoire des siens lors du match numéro cinq. L'équipe n'est plus qu'à une victoire d'une nouvelle finale de Coupe Stanley mais ce sont les Red Wings qui se qualifient avec deux victoires par blanchissage du portier de Détroit : Dominik Hašek. Même s'il a raté toute la saison régulière, Peter Forsberg termine meilleur pointeur des séries avec un total de vingt-sept points, devant les vingt-trois points de Steve Yzerman, vainqueur de la Coupe Stanley avec les Red Wings.

#### 2002-2003, le trophée Hart
En 2002-2003, et pour la première fois de sa carrière dans la LNH, Forsberg termine la saison régulière avec le plus grand nombre de points. Il totalise ainsi 106 points, soit deux de plus que son vieil ami, Näslund. Alors que ce dernier joue la totalité de la saison avec les Canucks, Forsberg rate sept matchs. Les deux joueurs sont au coude à coude pour le titre de meilleur joueur de la saison même si Forsberg est déjà sûr de remporter le trophée Art-Ross du meilleur pointeur. Finalement, il est sacré meilleur joueur de la saison et reçoit le trophée Hart. Milan Hejduk et lui finissant avec un différentiel plus-moins de +52, les deux joueurs de Denver reçoivent conjointement le trophée plus-moins de la LNH.
D'un point de vue collectif, l'Avalanche termine une nouvelle fois en tête de sa division, guidée par la ligne Forsberg-Hejduk-Tanguay. Ils sont troisièmes de la conférence derrière les Red Wings de Détroit et les Stars de Dallas. Au premier tour des séries, Colorado rencontre le sixième de la saison au niveau de la conférence de l'Ouest, le Wild du Minnesota de Marián Gáborík. Ces derniers surprennent Forsberg et ses coéquipiers lors du premier match en arrachant la victoire quatre buts à deux. L'Avalanche remporte les trois matchs suivants et se retrouve en très bonne posture avec un cinquième match qui peut être décisif sur sa propre patinoire. Ils ne parviennent pas à saisir leur chance lors de cette rencontre et laissent de même filer les deux derniers matchs et l'ensemble de la série quatre matchs à trois. Le dernier match de la série se décide en prolongation par un but d'Andrew Brunette.
L'élimination précoce de l'Avalanche est une bonne nouvelle pour l'équipe nationale suédoise qui peut alors compter sur le renfort non prévu de Forsberg pour jouer le championnat du monde 2003.

#### 2004-2005, une saison avec MODO

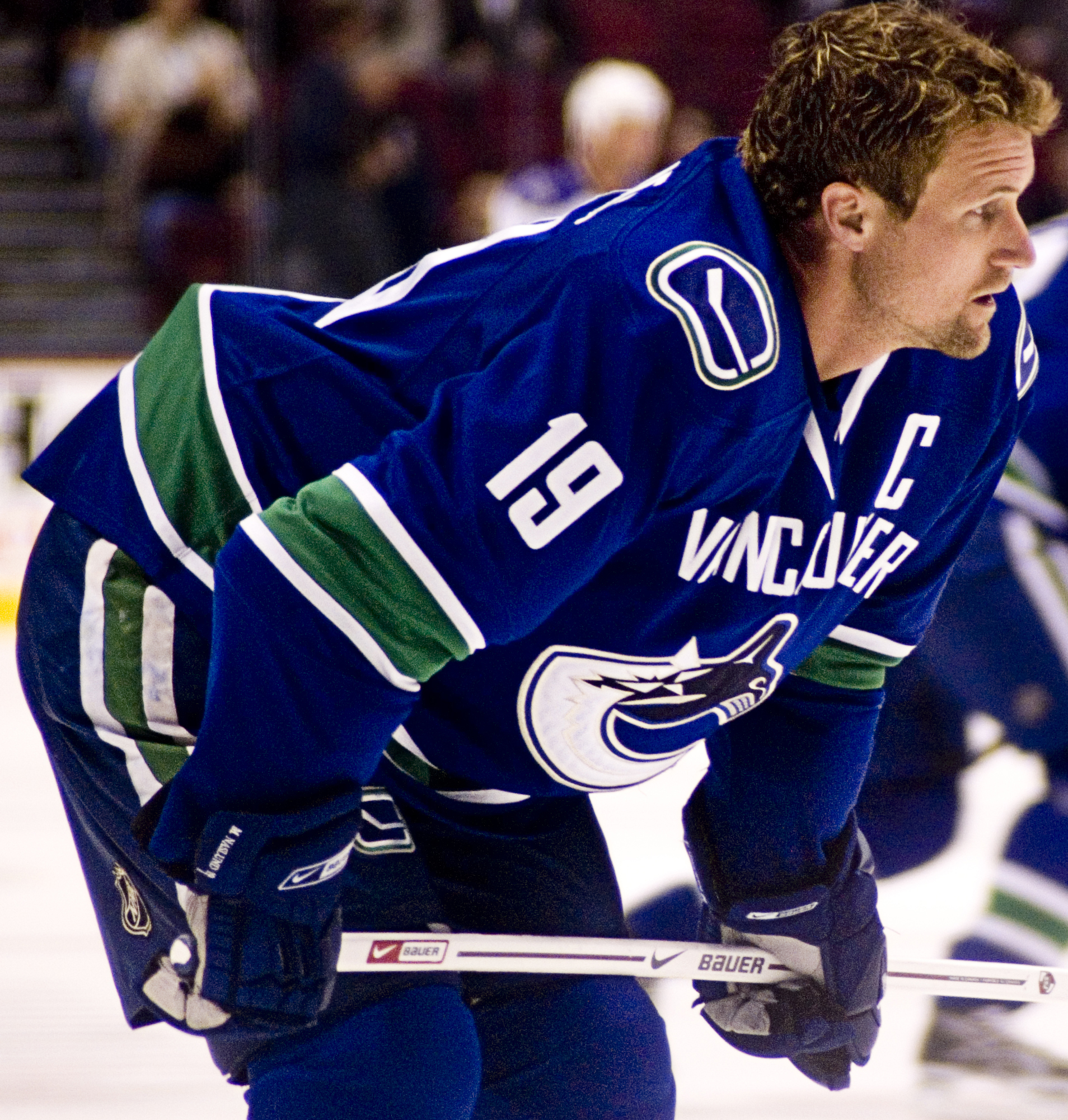
En 2004-2005, Markus Näslund et Forsberg retournent jouer pour MODO.

Le 15 septembre 2004, la LNH décide un lock-out et au mois de février, Gary Bettman annonce officiellement l'annulation complète de la saison 2004-2005 de la LNH, faute d'avoir trouvé une entente concernant une nouvelle convention collective entre la Ligue et l'Association des joueurs.
Forsberg n'attend pas cette date et retourne jouer la saison 2004-2005 dans son pays natal pour le MODO Hockey. Il emmène avec lui Bryan Muir, joueur de l'Avalanche entre 2000 et 2003, Dan Hinote et retrouve son ami Näslund. Bien d'autres joueurs de la LNH viennent – ou reviennent – jouer dans les différents championnats européens et la Suède fait partie des destinations. À l'issue des cinquante matchs de la saison régulière, le MODO se classe sixième de la ligue et se qualifie pour les séries. Forsberg ne joue que trente-trois matchs à la suite d'une blessure au poignet subie au mois de janvier. Il parvient tout de même à totaliser trente-neuf points pour le douzième meilleur total de points de la ligue. Au cours des séries, l'équipe de Forsberg est éliminée dès le premier tour par Färjestads BK, futur finaliste.

#### 2005-2006, une deuxième médaille olympique

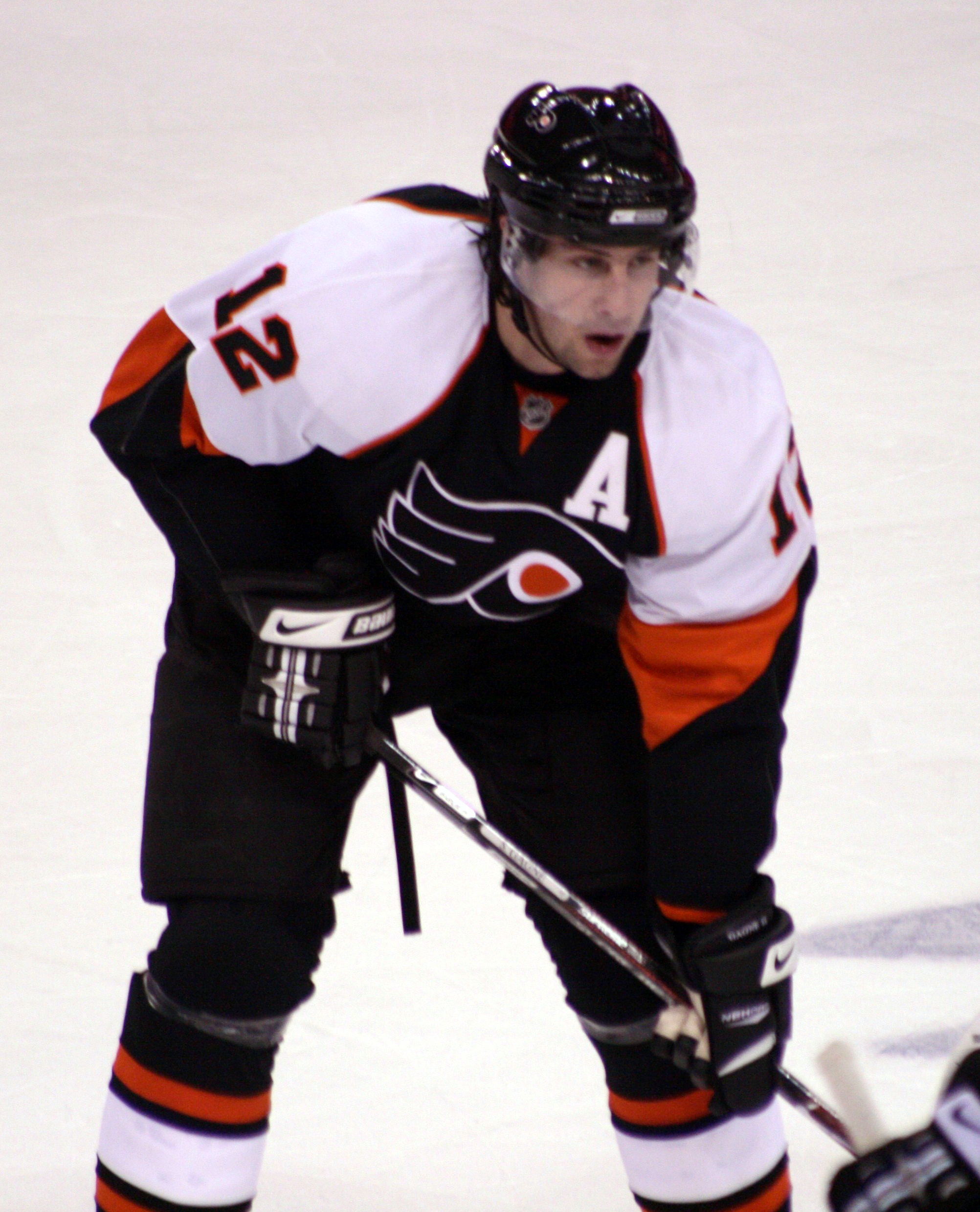
Simon Gagné, coéquipier 2005-2006 de Forsberg, sous les couleurs des Flyers de Philadelphie.

Au début de la saison 2005-2006, Forsberg rejoint les Flyers de Philadelphie alors qu'il est laissé libre par l'Avalanche. Il signe un contrat le 5 août 2005 pour deux saisons et pour une somme de 11,5 millions de dollars. Il est souvent absent, manquant un peu plus d'un mois de matchs sur différentes blessures au cours de la saison.
En février 2006, il participe aux Jeux olympiques de Turin. Forsberg est laissé au repos lors des deux premières rencontres, 7-1 contre le Kazakhstan et 0-5 contre les Russes et joue son premier match contre la Lettonie. Le score reste nul pendant le premier quart d'heure mais Samuel Påhlsson trompe Sergejs Naumovs et ouvre le score à la suite d'un tir de Forsberg. Il réalise sa seconde passe décisive du match lors de la deuxième période pour un but de Per-Johan Axelsson et finalement une victoire 6-1 de son équipe. Au cours de ce match, il joue sur la quatrième ligne offensive de son équipe puis rejoint la première ligne lors du deuxième match qu'il joue aux côtés de Mats Sundin et de Fredrik Modin. L'équipe de Suède, entraînée par Bengt-Åke Gustafsson, perd cette rencontre 3-0 contre les Slovaques. Lors du quart-de-finale contre les Suisses, il réalise encore une fois deux passes décisives pour une nouvelle victoire 6-2 des siens. La Suède atteint la finale du tournoi olympique en battant les Tchèques en demi-finale, 7-3, avec une nouvelle passe décisive de Forsberg pour un but de Modin.
En finale, les joueurs du Tre Kronor rencontrent la Finlande qui a éliminé la Russie en demi-finale, 4-0. Les Finlandais ouvrent les premiers le score lors du premier tiers-temps par l'intermédiaire de Kimmo Timonen sur une passe de Teemu Selänne. Au retour en deuxième période, la Suède est toujours menée et attend quatre minutes pour revenir au score par l'intermédiaire de Henrik Zetterberg. Dix minutes plus tard, Niklas Kronwall sur une passe de Zetterberg double la marque. Avant la fin du tiers, Ville Peltonen permet à la Finlande de recoller au score mais dès l'entame de la troisième période, Sundin remporte l'engagement, transmet à Forsberg qui rentre dans la zone puis rend le palet à Sundin. Ce dernier abandonne le palet pour un tir de Nicklas Lidström qui inscrit, au bout de dix secondes de jeu, le troisième but dans le filet d'Antero Niittymäki. Les Finlandais ne parviennent plus à revenir à la marque et Forsberg remporte sa deuxième médaille d'or olympique, douze ans après la première.
De retour en Amérique du Nord, Forsberg termine tout de même deuxième pointeur de l'équipe derrière Simon Gagné avec soixante-quinze points en soixante matchs. De plus avec cinquante-six aides, il est le meilleur passeur de son équipe. Ces totaux sont tout de même assez éloignés de ceux de Joe Thornton, meilleur pointeur de la LNH avec un total de cent-vingt-cinq points et également meilleur passeur avec quatre-vingt-seize passes décisives.
L'équipe de Philadelphie se qualifie pour les séries en terminant derrière les Devils du New Jersey dans la division Atlantique, à la neuvième place de la LNH. Ils jouent au premier tour contre les Sabres de Buffalo de Maksim Afinoguenov et Chris Drury, mieux placés qu'eux au classement général. Chacune des deux équipes remporte les deux rencontres sur leur glace avant le match numéro cinq, portant la série à deux matchs partout. Lors des deux victoires de son équipe, Forsberg inscrit à chaque fois un doublé. Les Sabres emportent le match suivant par un blanchissage puis le dernier match de la série sur la glace des Flyers 7-1. À titre personnel, le Suédois remporte le trophée interne des Flyers du joueur avec le jeu le plus fair-play, le trophée Yanick Dupré.

#### Bref passage à Nashville

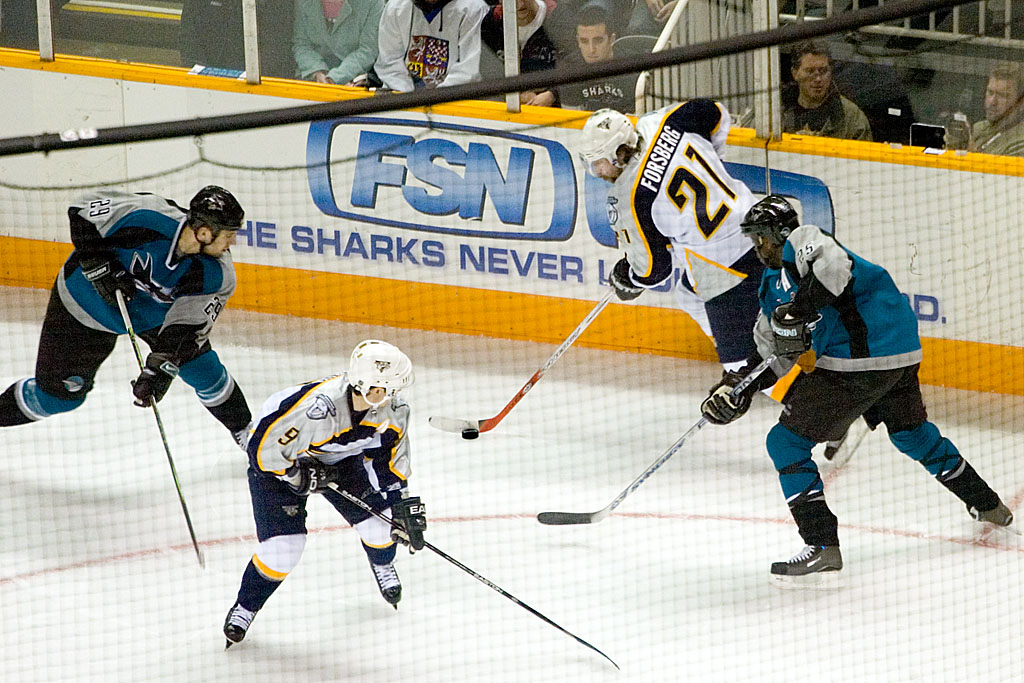
Forsberg, le numéro 21 sur la photographie, joue en fin de saison 2006-2007 avec les Predators de Nashville.

Forsberg commence la saison suivante avec les Flyers et est nommé capitaine de l'équipe. Le 18 janvier 2007, il réalise la six-centième passe décisive de sa carrière dans la LNH sur un but de Gagné. Le 15 février 2007 alors que l'équipe est mal classée, il est échangé aux Predators de Nashville en retour de Scottie Upshall, de Ryan Parent ainsi que des choix de première et de troisième ronde,.
Bien que n'ayant disputé que quarante matchs avec les Flyers, il finit quatrième pointeur de l'équipe à la fin de la saison. L'équipe de Nashville se qualifie pour les séries en totalisant un record de 110 points pour la franchise mais perd dès le premier tour des séries contre les Sharks de San José. Il inscrit deux buts lors du deuxième match de la série, les seuls qu'il marque lors des séries.
Il passe tout le début de la saison 2007-2008 comme agent libre. Le 25 février 2008, l'Avalanche du Colorado annonce la mise sous contrat de Forsberg alors qu'il avait annoncé quelque temps auparavant qu'il ne jouerait pas dans la LNH cette année. Il ne joue que neuf matchs de la saison et totalise quatorze points. L'Avalanche se qualifie pour les séries et bat au premier tour le Wild du Minnesota mais perd ensuite contre les Red Wings de Détroit.

### De retour avec le MODO

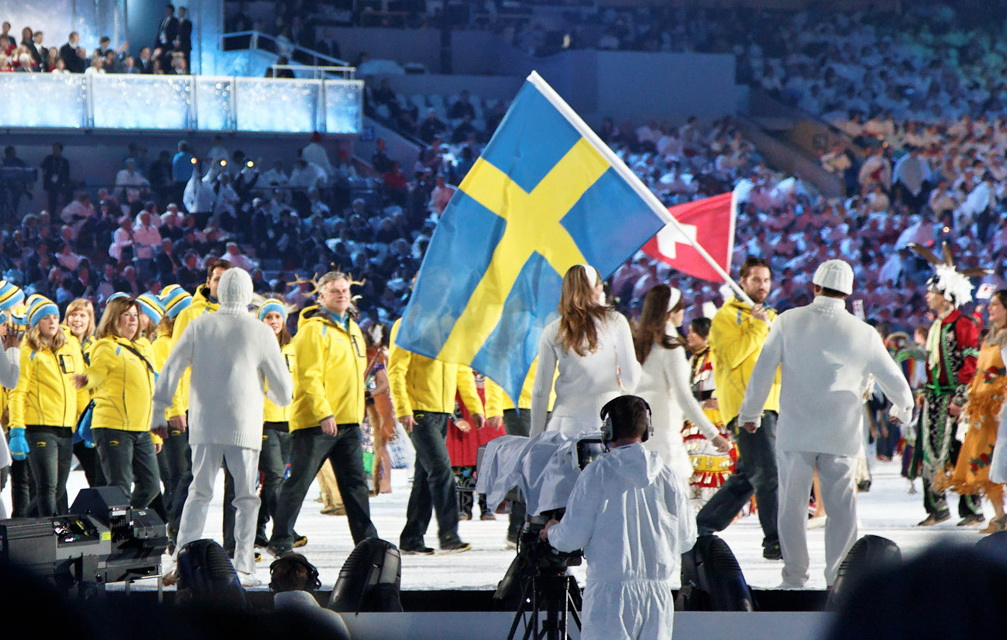
La délégation suédoise à Vancouver pour les Jeux de 2010. Forsberg est le porte drapeau.

En 2009, il commence la saison avec MODO hésitant à rejoindre la LNH ou la Ligue continentale de hockey. Deux éléments pèsent dans sa décision. Le premier est sa participation avec la Suède aux trois matchs de la Coupe Karjala au mois de novembre ; il entrevoit alors la possibilité de participer aux Jeux olympiques de 2010. Le second est que son club formateur est en difficultés sportive et financière. Le capitaine de l'équipe Per Svartvadet et quatre joueurs décident de faire un effort financier pour le club.
Le 17 novembre 2009, Forsberg s'engage pour le restant de la saison au MODO Hockey. De plus, il fait sortir de sa retraite son ami et ancien coéquipier, Markus Näslund. Pour renforcer l'équipe, il fait également revenir au club Dan Hinote, un ancien de l'Avalanche et de MODO. Näslund et Forsberg jouent alors sans aucun salaire en retour.
Forsberg fait partie des joueurs présélectionnés par Bengt-Åke Gustafsson pour les Jeux olympiques de Vancouver. Alors que la liste définitive doit être annoncée avant le 1er janvier 2010 sauf cas ultérieurs de blessures, la Suède participe à un ultime tournoi de préparation du 17 au 20 décembre. La coupe Pervi Kanal, épreuve disputée à Moscou, est la troisième manche de l'Euro Hockey Tour. Si la plupart des places sont vouées aux joueurs de la LNH, les derniers sésames se disputent sur ce tournoi entre les joueurs évoluant sur le vieux continent. Le numéro 21 de MODO, blessé aux côtes, ne peut participer à ce tournoi. Le 27 décembre, la composition finale de la sélection suédoise est annoncée par Gustafsson. Forsberg est l'un des quatre joueurs de la sélection à évoluer en Europe avec le gardien Stefan Liv, le défenseur Magnus Johansson et l'attaquant Mattias Weinhandl. Il fait son retour au jeu le 23 janvier 2010 lors d'une victoire 3-2 chez le Frölunda HC. Il est désigné porte-drapeau de la délégation suédoise à Vancouver. L'équipe termine à la première place de son groupe, le groupe C de la compétition masculine, mais est éliminée dès les quarts de finale par l'équipe de Slovaquie. Menés 2-0, Forsberg permet aux siens de revenir au jeu en réalisant une passe décisive puis en provoquant une pénalité amenant le deuxième but de l'équipe au cours du deuxième tiers, mais l'équipe championne olympique est finalement éliminée 4-3.

### Fin de carrière dans la LNH
À la fin du mois de janvier 2011, Forsberg revient s'entraîner avec l'Avalanche. Après plusieurs séances réalisées avec l'équipe de Joe Sakic,il décide de faire son retour au jeu le 6 février 2011 pour le restant de la saison. Il joue deux matchs perdus par son équipe. Forsberg ne marque aucun point. Le 14 février 2011, il annonce qu'il met fin à sa carrière de joueur lors d'une conférence de presse. Des problèmes au pied droit ont influencé cette décision. Il ne veut plus risquer de se blesser après une carrière émaillée par vingt-cinq opérations.
Le 23 juin 2014, il est intronisé au Temple de la renommée du hockey.

### Après carrière
Le 20 avril 2011, il est nommé directeur général adjoint de Markus Näslund au MODO hockey. Il conseille le club au niveau sportif et supervise les joueurs. Le 30 juin, l'Avalanche décide de l'honorer en retirant son numéro 21 lors du premier match de l'Avalanche de la saison 2011-2012 au Pepsi Center ; le 8 octobre 2011 il devient alors le quatrième joueur de l'organisation à avoir son numéro retiré,.

## Vie privée
Il est le fils de Gudrun et Kent Forsberg, entraîneur de hockey sur glace en club au niveau junior, puis senior et enfin international. Il a un frère Roger. S'il chausse ses patins à cinq ans, il pratique également l'athlétisme, le ski alpin et joue au football jusqu'à l'âge de quinze ans. Enfant, il fait la connaissance de Markus Näslund alors qu'ils n'ont que sept ans même si ce dernier a l'habitude de jouer dans les catégories supérieures. Par la suite, ils grandissent ensemble, suivant les mêmes études et travaillant ensemble au cours des étés. Ainsi, à dix-huit ans, ils travaillent pour la compagnie d'électricité de Suède et doivent débroussailler le paysage sous les lignes haute-tension. La compagnie emploie également le père de Peter et la mère de Näslund, Ulla.

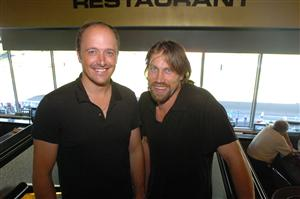
Le cavalier professionnel Robert Bergh et Peter Forsberg.

Plus tard, Peter et Kent créent la société Forspro dont les garanties financières ont notamment permis la construction de la Swedbank Arena d'Örnsköldsvik. Cette société investit dans les chevaux de course parmi lesquels Tsar d'Inverne et Adrian Chip, entraînés par le cavalier professionnel Robert Bergh. Le 24 juin 2002, il fonde avec Näslund l'association Icebreakers, association visant à aider les enfants défavorisés du comté de Västernorrland au moyen de matchs de hockey, récoltes d'argent, tournois de golf, etc. Forsberg est également propriétaire de la compagnie Pforce AB qui importe et commercialise les chaussures Crocs en Suède depuis 2005.
Son idole étant jeune était Håkan Loob.

## Statistiques
Pour la signification des abréviations, voir statistiques du hockey sur glace.
| Saison            | Équipe                 | Ligue             |     | Saison régulière | Saison régulière | Saison régulière | Saison régulière | Saison régulière | Saison régulière |    | Séries éliminatoires | Séries éliminatoires | Séries éliminatoires | Séries éliminatoires | Séries éliminatoires | Séries éliminatoires |
| Saison            | Équipe                 | Ligue             | PJ  | B                | A                | Pts              | Pun              | +/-              | PJ               | B  | A                    | Pts                  | Pun                  | +/-                  |                      |                      |
| 1989-1990         | MODO Hockey Jr.        | Suède -18         | 30  | 15               | 12               | 27               | 42               |                  | –                | –  | –                    | –                    | –                    | –                    |                      |                      |
| 1989-1990         | MODO Hockey            | Elitserien        | 1   | 0                | 1                | 1                | 4                |                  | –                | –  | –                    | –                    | –                    | –                    |                      |                      |
| 1990-1991         | MODO Hockey Jr.        | Suède -18         | 39  | 38               | 64               | 102              | 56               |                  | –                | –  | –                    | –                    | –                    | –                    |                      |                      |
| 1990-1991         | MODO Hockey            | Elitserien        | 23  | 7                | 10               | 17               | 22               |                  | –                | –  | –                    | –                    | –                    | –                    |                      |                      |
| 1991-1992         | MODO Hockey            | Elitserien        | 39  | 9                | 18               | 27               | 78               |                  | –                | –  | –                    | –                    | –                    | –                    |                      |                      |
| 1992-1993         | MODO Hockey            | Suède -20         | 2   | 0                | 3                | 3                | 4                |                  | –                | –  | –                    | –                    | –                    | –                    |                      |                      |
| 1992-1993         | MODO Hockey            | Elitserien        | 39  | 23               | 25               | 48               | 92               |                  | 3                | 4  | 1                    | 5                    | 0                    |                      |                      |                      |
| 1993-1994         | MODO Hockey            | Elitserien        | 39  | 18               | 26               | 44               | 82               |                  | 11               | 9  | 7                    | 16                   | 14                   |                      |                      |                      |
| 1994-1995         | MODO Hockey            | Elitserien        | 11  | 5                | 9                | 14               | 20               |                  | –                | –  | –                    | –                    | –                    | –                    |                      |                      |
| 1994-1995         | Nordiques de Québec    | LNH               | 47  | 15               | 35               | 50               | 16               | +17              | 6                | 2  | 4                    | 6                    | 4                    | +2                   |                      |                      |
| 1995-1996         | Avalanche du Colorado  | LNH               | 82  | 30               | 86               | 116              | 47               | +26              | 22               | 10 | 11                   | 21                   | 18                   | +10                  |                      |                      |
| 1996-1997         | Avalanche du Colorado  | LNH               | 65  | 28               | 58               | 86               | 73               | +31              | 14               | 5  | 12                   | 17                   | 10                   | -6                   |                      |                      |
| 1997-1998         | Avalanche du Colorado  | LNH               | 72  | 25               | 66               | 91               | 94               | +6               | 7                | 6  | 5                    | 11                   | 12                   | +3                   |                      |                      |
| 1998-1999         | Avalanche du Colorado  | LNH               | 78  | 30               | 67               | 97               | 108              | +27              | 19               | 8  | 16                   | 24                   | 31                   | -7                   |                      |                      |
| 1999-2000         | Avalanche du Colorado  | LNH               | 49  | 14               | 37               | 51               | 52               | +9               | 16               | 7  | 8                    | 15                   | 12                   | +9                   |                      |                      |
| 2000-2001         | Avalanche du Colorado  | LNH               | 73  | 27               | 62               | 89               | 54               | +23              | 11               | 4  | 10                   | 14                   | 6                    | +5                   |                      |                      |
| 2001-2002         | Avalanche du Colorado  | LNH               | –   | –                | –                | –                | –                | –                | 20               | 9  | 18                   | 27                   | 20                   | +8                   |                      |                      |
| 2002-2003         | Avalanche du Colorado  | LNH               | 75  | 29               | 77               | 106              | 70               | +52              | 7                | 2  | 6                    | 8                    | 6                    | +3                   |                      |                      |
| 2003-2004         | Avalanche du Colorado  | LNH               | 39  | 18               | 37               | 55               | 30               | +16              | 11               | 4  | 7                    | 11                   | 12                   | +6                   |                      |                      |
| 2004-2005         | MODO Hockey            | Elitserien        | 33  | 13               | 26               | 39               | 88               | +14              | 1                | 0  | 0                    | 0                    | 2                    | 0                    |                      |                      |
| 2005-2006         | Flyers de Philadelphie | LNH               | 60  | 19               | 56               | 75               | 46               | +21              | 6                | 4  | 4                    | 8                    | 6                    | +2                   |                      |                      |
| 2006-2007         | Flyers de Philadelphie | LNH               | 40  | 11               | 29               | 40               | 72               | +2               | –                | –  | –                    | –                    | –                    | –                    |                      |                      |
| 2006-2007         | Predators de Nashville | LNH               | 17  | 2                | 13               | 15               | 16               | +5               | 5                | 2  | 2                    | 4                    | 12                   | +2                   |                      |                      |
| 2007-2008         | Avalanche du Colorado  | LNH               | 9   | 1                | 13               | 14               | 8                | +7               | 7                | 1  | 4                    | 5                    | 14                   | +3                   |                      |                      |
| 2008-2009         | MODO Hockey            | Elitserien        | 3   | 1                | 2                | 3                | 0                | +4               | –                | –  | –                    | –                    | –                    | –                    |                      |                      |
| 2009-2010         | MODO Hockey            | Elitserien        | 23  | 11               | 19               | 30               | 66               | +11              | –                | –  | –                    | –                    | –                    | –                    |                      |                      |
| 2010-2011         | Avalanche du Colorado  | LNH               | 2   | 0                | 0                | 0                | 4                | -4               | –                | –  | –                    | –                    | –                    | –                    |                      |                      |
| Totaux LNH        | Totaux LNH             | Totaux LNH        | 708 | 249              | 636              | 885              | 690              | +238             | 151              | 64 | 107                  | 171                  | 163                  | +54                  |                      |                      |
| Totaux Elitserien | Totaux Elitserien      | Totaux Elitserien | 210 | 87               | 135              | 222              | 448              |                  | 15               | 13 | 8                    | 21                   | 16                   |                      |                      |                      |

| Année | Équipe                | Compétition                 |   | PJ | B  | A  | Pts | Pun | +/-                         |  | Résultat |
| 1991  | Suède moins de 18 ans | Championnat d'Europe junior | 6 | 5  | 12 | 17 | 16  |     | Quatrième place             |  |          |
| 1992  | Suède moins de 20 ans | Championnat du monde junior | 7 | 3  | 8  | 11 | 30  |     | Médaille d'argent           |  |          |
| 1992  | Suède                 | Championnat du monde        | 8 | 4  | 2  | 6  | 6   | +8  | Médaille d'or               |  |          |
| 1993  | Suède moins de 20 ans | Championnat du monde junior | 7 | 7  | 24 | 31 | 8   |     | Médaille d'argent           |  |          |
| 1993  | Suède                 | Championnat du monde        | 8 | 1  | 1  | 2  | 12  | +1  | Médaille d'argent           |  |          |
| 1994  | Suède                 | Jeux olympiques             | 8 | 1  | 6  | 7  | 6   | +4  | Médaille d'or               |  |          |
| 1996  | Suède                 | Coupe du monde              | 4 | 1  | 4  | 5  | 6   | +4  | Éliminée en demi-finale     |  |          |
| 1998  | Suède                 | Jeux olympiques             | 4 | 1  | 5  | 6  | 6   |     | Cinquième place             |  |          |
| 1998  | Suède                 | Championnat du monde        | 7 | 6  | 5  | 11 | 0   |     | Médaille d'or               |  |          |
| 2003  | Suède                 | Championnat du monde        | 8 | 4  | 5  | 9  | 6   | +5  | Médaille d'argent           |  |          |
| 2004  | Suède                 | Coupe du monde              | 4 | 1  | 2  | 3  | 0   | -6  | Éliminée en quart de finale |  |          |
| 2004  | Suède                 | Championnat du monde        | 2 | 0  | 1  | 1  | 2   | 0   | Médaille d'argent           |  |          |
| 2006  | Suède                 | Jeux olympiques             | 6 | 0  | 6  | 6  | 0   | +1  | Médaille d'or               |  |          |
| 2010  | Suède                 | Jeux olympiques             | 4 | 0  | 1  | 1  | 2   | 0   | Éliminée en quart de finale |  |          |

## Trophées et honneurs
Tout au long de sa carrière, Forsberg remporte de nombreux trophées aussi bien individuels que collectifs.

### Suède

#### Junior
- 1988-1989 — champion de Suède, moins de 17 ans - TV-Pucken
- 1990-1991 — champion de Suède, moins de 18 ans

#### Elitserien
- 1992-1993
  - Årets Junior, meilleur joueur junior du championnat
  - Guldpucken, meilleur joueur suédois
  - Guldhjälmen, meilleur joueur du championnat suédois
- 1993-1994
  - Meilleur marqueur des séries
  - Guldpucken
  - Guldhjälmen
  - Médaille d'argent des séries
- 2004-2005
  - Joueur avec le meilleur pourcentage de réussite lors des engagements

### Ligue nationale de hockey
- 1994-1995

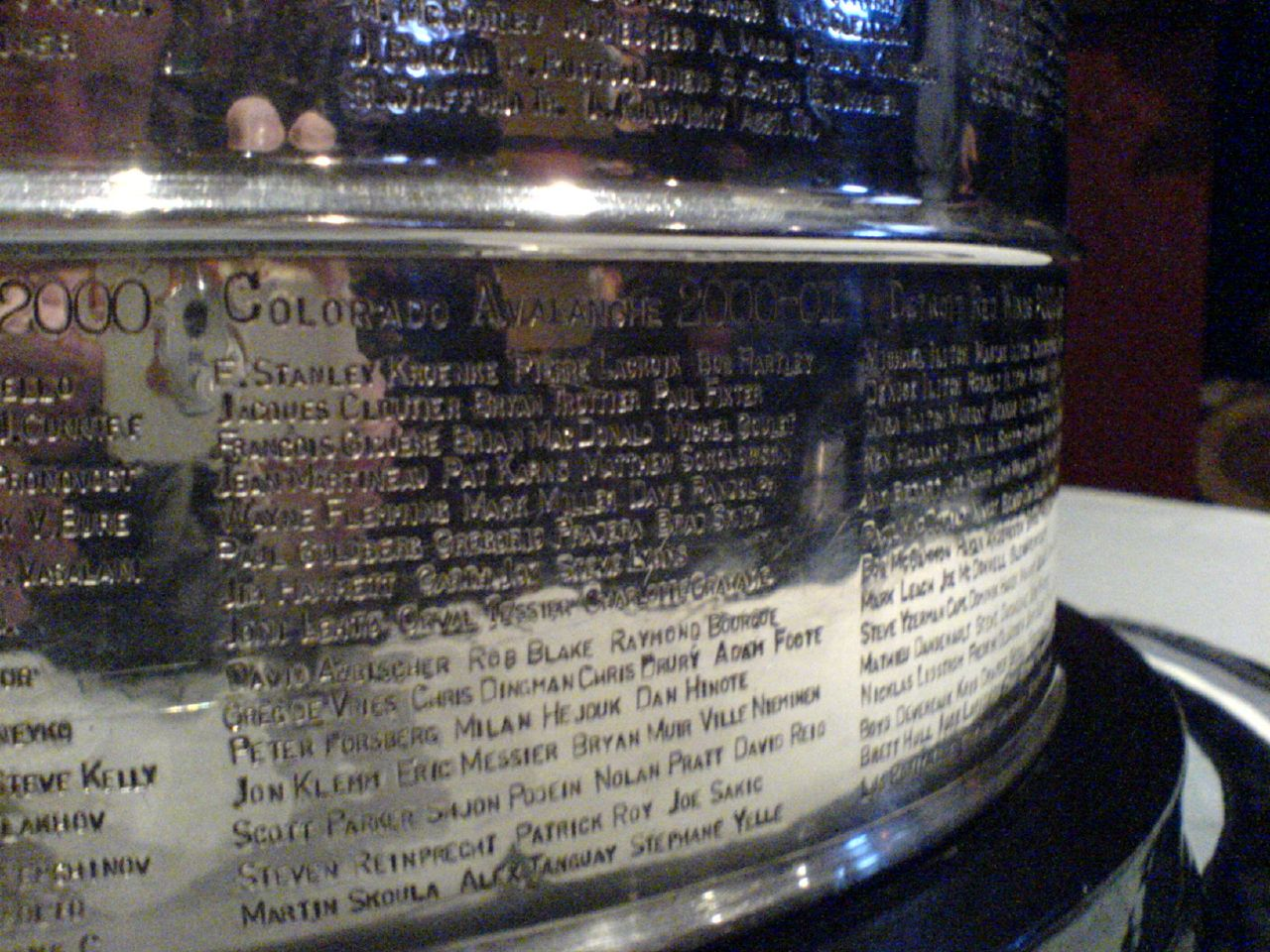
Le nom des joueurs de l'Avalanche du Colorado vainqueurs en 2001 de la Coupe Stanley.

  - Trophée Calder, meilleur joueur rookie
  - Sélectionné dans l'équipe type des recrues
- 1995-1996
  - Trophée viking, meilleur joueur suédois évoluant dans la LNH
  - Coupe Stanley avec l'Avalanche
- 1996-1997
  - Trophée des présidents avec l'Avalanche de la meilleure équipe
  - Plus grand nombre de passes décisives lors des séries
- 1997-1998
  - Sélectionné dans la première équipe type
  - Trophée viking
- 1998-1999
  - plus grand nombre de passes décisives et de points lors des séries
  - Sélectionné dans la première équipe type
  - Trophée viking
- 2000-2001
  - Trophée des présidents avec l'Avalanche
  - Coupe Stanley avec l'Avalanche
- 2001-2002
  - Plus grand nombre de buts, passes décisives et points lors des séries
- 2002-2003
  - Trophée plus-moins avec Milan Hejduk
  - Trophée Art-Ross du meilleur pointeur de la saison
  - Trophée Hart de MVP de la saison
  - Sélectionné dans la première équipe type
- 2017
  - Nommé parmi les 100 plus grands joueurs de la LNH à l'occasion du centenaire de la ligue[144]

### En équipe nationale

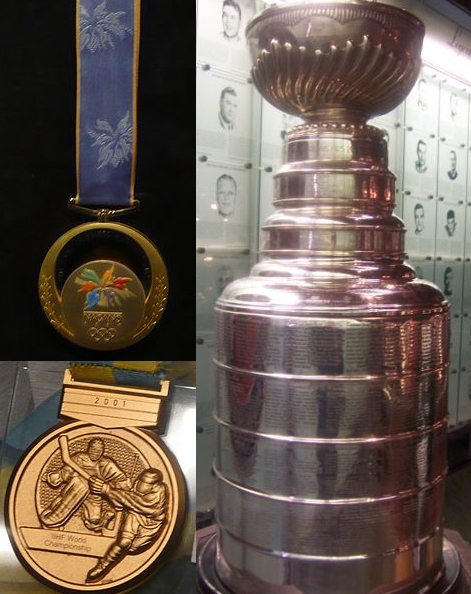
Forsberg est membre du Club Triple Or en ayant remporté les Jeux olympiques, les championnats du monde et deux Coupes Stanley.

#### Championnat du monde moins de20 ans
- 1991-1992 –  Médaille d'argent
- 1992-1993
  - Meilleur passeur et pointeur
  - Sélectionné dans l'équipe type
  - Meilleur attaquant
  -  Médaille d'argent

#### Championnat du monde
- 1991-1992 –  Médaille d'or
- 1992-1993 –  Médaille d'argent
- 1997-1998
  - Meilleur buteur et pointeur
  - Meilleur attaquant
  - Sélectionné dans l'équipe type
  -  Médaille d'or
- 2002-2003
  - Sélectionné dans l'équipe type
  -  Médaille d'argent
- 2003-2004 –  Médaille d'argent

#### Jeux olympiques
- 1994 –  Médaille d'or
- 2006 –  Médaille d'or